# Breslau
Breslau (polonès: Wrocław, [ˈvrɔt͡swaf], alemany: Breslau pronunciació alemanya: [ˈbʁɛslaʊ], Vratislav en txec i Vratislavia en llatí) és el nom de la capital de la Baixa Silèsia, al sud-oest de Polònia, situada a la riba del riu Oder (polonès: Odra). És la principal ciutat i el centre administratiu de la província. Després de Varsòvia, és el segon centre financer de Polònia. El 2004, la població s'estimava en 633.700 habitants.
Breslau, que és la quarta ciutat més gran de Polònia, és la capital de la Baixa Silèsia (en polonès: Województwo dolnośląskie). És la seu d'una arxidiòcesi romano-catòlica, d'una diòcesi evangèlica, de nombroses universitats i d'instituts d'investigació i també de teatres i museus amb tots els quals s'afirma com a centre cultural i científic de la regió de Silèsia. Breslau està ubicada a la riba del riu Oder, enmig d'una regió productiva en agricultura i mineria. No obstant això, sectors com l'enginyeria industrial i la indústria metal·lúrgica també hi són rellevants.
Breslau es considera la capital de la regió històrica de Silèsia. Entre 1919 i 1945 va ser capital de la recentment formada Baixa Silèsia -província pertanyent a Prússia. Anteriorment ja havia estat una ciutat residencial de Prússia i la capital de la província de Silèsia. Posteriorment, durant el temps del nacional-socialisme, la ciutat va esdevenir, a més, capital dels reichgau de la Baixa Silèsia i Silèsia Central. Finalment, després de 1945 la ciutat va ser annexionada a Polònia i reocupada per polonesos, sobretot procedents de Lviv (actualment pertanyent a Ucraïna) els quals anteriorment havien estat expulsats de Breslau pel règim nazi. Els ciutadans alemanys, per contra, van ser-ne expulsats. En aquest context i fins avui dia, Breslau ha esdevingut la capital de la Baixa Silèsia.
El 1840 Breslau ja superava els 100.000 habitants. Durant el s. XIX va ser una llarga temporada la tercera ciutat més gran d'Alemanya (després de Berlín i d'Hamburg).

## Geografia

### Emplaçament
Breslau està situada al sud de la serralada Kocie Góry (polonès), on el riu Oława (polonès) conflueix amb el riu Oder. La ciutat té nombrosos afluents i canals, i s'estén sobre un total de 12 illes, les quals estan interconnectades per 112 ponts. És a causa dels seus nombrosos ponts i passarel·les que Breslau és denominada la Venècia de Polònia. A més, és la ciutat del país que compta amb més zones verdes. La superfície total de la ciutat és de 293 km², dels quals 114 km² constitueixen superfície urbanitzada. D'aquesta superfície, 29 km² corresponen a habitatges.

### Estructuració de la ciutat
La ciutat de Breslau es divideix en cinc districtes municipals, el pes administratiu dels quals ha anat perdent rellevància a causa de la reforma administrativa de 1990, en favor de l'administració municipal.
| Districte municipal          | Extensió                                                                        | Superfície en km² | Habitants (a 30 de juny de 2008) |
| ---------------------------- | ------------------------------------------------------------------------------- | ----------------- | -------------------------------- |
| Stare Miasto (nucli antic)   | Nucli antic amb el raval Nicolau- i Schweidnitzer                               | 6,8               | 54.884                           |
| Śródmieście (centre urbà)    | Centre urbà situat la dreta del riu Oder amb l'illa de la catedral i "Elbing"   | 16                | 122.647                          |
| Psie Pole                    | Tota la perifèria del nord del nou Oder                                         | 97,7              | 92.904                           |
| Krzyki                       | Centre urbà i perifèria sud del vell Oder i del nucli antic                     | 54,3              | 165.592                          |
| Fabryczna (barri industrial) | Zones diverses, zones extraradials i suburbis de l'oest, a l'esquerra de l'Oder | 118,9             | 196.776                          |

## Denominació
El nom de la ciutat es deu al seu suposat fundador, el duc bohemi Vratislau I. En llatí, el nom original de la ciutat és Vratislavia. També en antics documents alemanys apareix el nom Preßlau. Així mateix, els alemanys de Silèsia l'anomenaven sovint Prassel. Per contra, a la Silèsia polonesa la denominació era Wrocław.

## Història
La regió de Silèsia, on s'assenta Breslau, és citada per primera vegada per Tàcit l'any 98. També és citada per Claudi Ptolemeu en la seva obra Magna Germania, aproximadament l'any 150. El segle IV i principis del segle V els vàndals silinges s'estableixen als entorns del que serà posteriorment Breslau. Potser és aquest poble el que dona el nom a Silèsia.
El nom Wortizlawa o bé Wratislawa és mencionat per primer cop entorn de l'any 900. El nom designava Wortizlawa com a ciutat eslava que s'erigia sobre una illa prop dels tres afluents del riu Oder. El 990 Breslau i tota la Silèsia van ser conquerides pel duc polonès Miecislau I de Polònia. L'any 1000 el seu fill Bolesław el valent funda el bisbat de Breslau. Així mateix, construeix el primer castell ducal a l'illa, aproximadament ubicat a l'actual església de Sant Martí. Poc després comença la construcció de la catedral, dins dels dominis del castell. La zona fortificada entorn del castell ja constituïa aleshores una petita ciutat en la qual habitaven aproximadament un miler de persones.
El 1109 les tropes de l'emperador del Sacre Imperi Romanogermànic Enric V van sucumbir contra les tropes de Boleslau III de Polònia. El camp de batalla fou conegut com a Psie Pole (alemany: Hundsfeld). Després de la mort de Boleslau III l'any 1138 Breslau esdevé la capital del principat polonès de Silèsia, fins al 1201. Poc després, colons alemanys s'instal·len a la riba sud del riu, on actualment hi ha ubicat el campus universitari, i funden una nova ciutat. El 1259 la ciutat esdevé capital del ducat independent de Silèsia.
Durant els atacs mongols el 1241 la ciutat va ser destruïda. La reconstruïda Breslau obté el 1261 el dret de Magdeburg.
La primera lluita laboral dins el Sacre Imperi Romanogermànic tingué lloc a Breslau. Els artesans del ferro van acordar no treballar per a cap senyor de la ciutat durant tot un any. Per altra banda, aquests van acordar imposar una multa a pagar al consell de la ciutat en cas que algun d'ells donés treball als artesans en vaga. Aquest conflicte consta registrat en un document del 8 de novembre de 1329.

### Cronologia

#### Sota ladinastia Piast
- 990 - El duc Miecislau I -fundador de la dinastia Piast- conquereix Breslau i passa a formar part de Polònia. Prèviament la ciutat pertanyia a Bohèmia.
- 1000 - L'emperador alemany Otó III i Boleslau I acorden al Congrés de Gniezno fundar la diòcesi de Breslau la qual, juntament amb les diòcesis de Cracòvia i Kołobrzeg, resta sota la dependència de l'arquebisbat de Gniezno. La fundació d'aquesta diòcesi és el document més antic que es conserva on la ciutat és mencionada.
- 1138 - Breslau esdevé capital del ducat independent de Silèsia, sota la dinastia Piast.
- 1163 - Neix el ducat independent de Breslau a causa dels conflictes entre Ladislau II l'Exiliat, Boleslau I de Silèsia i Miecislau IV de Polònia. Els conflictes interns entre els descendents de la dinastia Piast debiliten notablement el regne de Polònia, dividit entre ducats independents.
 Amb la mort de Leszek I el Blanc el 1227 el regnat de Polònia es divideix definitivament en múltiples ducats independents. Les relacions dinàstiques de la dinastia Piast amb els seus cosins d'altres regions de Polònia es mantenen -inclosa Silèsia i en conseqüència també Breslau- i romanen part de Polònia, dintre del marc de la Corona Regni Poloniae. Només Ladislau II l'Exiliat presta jurament a l'emperador alemany Conrad III per tal d'aconseguir ajuda militar contra els seus germans i d'aquesta manera poder retornar a Cracòvia. No obstant això, el seu pla fracassa al no disposar ja ni de poder real ni tampoc cap mena d'influència a Polònia. Mor el 1159 a Altenburg (Alemanya) sense poder veure de nou la seva pàtria. No és fins a mitjan segle XIV que la ciutat esdevé part de Bohèmia i, d'aquesta manera, passa a formar part del Sacre Imperi Romanogermànic.
- 1163-1200 - Es construeix el castell ducal a la riba de l'Oder, on avui hi ha la universitat. Des d'aleshores la ciutat té tres centres: la residència ducal amb la ciutat jueva sota la seva protecció, la ciutat sacra a les illes "Ostrów Tumski" (illa de la catedral) i "Wyspa Piaskova" (illa de la sorra) i, finalment, l'alemanya ciutat comercial establerta entorn del Rynek (plaça major).
- 1199 - El príncep Jarosław Opolski, germanastre d'Enric I el Barbut, és nomenat bisbe de Breslau. Amb la seva mort el 1201 reforça el ducat de Breslau tot atorgant als seus bisbes el títol de Duc-Bisbe (amb poder territorial fins al 1811, després el títol és només nominatiu).
- 1241 - La ciutat és fortament cuirassada després de patir una incursió mongòlica.
- 1261 - El 16 de desembre Breslau obté el dret de Magdeburg per part del duc polonès Enric III el Blanc (polonès: Henryk III Biały).
- 1266 - La denominació de la ciutat com a Bresslau és utilitzada per primer cop.
- 1327 - Enric VI el Bo (polonès: Henryk VI Dobry), el darrer duc de la dinastia Piast de Breslau, amb el suport del Consell nomena com a successor al rei de Bohèmia, Joan I de Luxemburg (polonès: Jan Lucemburský).

#### Inici de la història moderna sota influència alemanya - dinastia dels Luxemburg, Maties Corví i dinastia Jagelló
- 1335 – amb la mort Enric VI el Bo (polonès: Henryk VI Dobry) la ciutat és annexionada als reis bohemis. La Corona de Sant Venceslau (svatováclavská korunaes en txec) pren el poder del ducat de Breslau, que esdevé el primer feu a Silèsia. El rei de Bohèmia nombra un governador encarregat d'administrar el territori. Entre 1359 i 1635 el Consell de Breslau assumeix aquesta responsabilitat al tenir veu i vot al Parlament de Silèsia (polonès: Książęcy Sejm Śląski).
- 1342 i 1344 – dos grans incendis devasten la ciutat, la qual serà reconstruïda més bonica.
- 1348 – pel tractat de Namysłów el sobirà de Polònia Casimir III renuncia als seus drets dinàstics sobre Silèsia, en favor de Bohèmia. Posteriorment, intentarà derogar el pacte amb l'ajut del Papa.
- 1418 – revolta dels artesans contra els patricis. Set dirigents de l'ajuntament són assassinats. L'emperador Segimon I reprimeix la revolta i executa a 27 cabdills.
- 1387–1474 – la ciutat s'integra a la Lliga Hanseàtica. És temps de màxima esplendor per al comerç.
- 1451–1455 – el predicador sant Joan de Capistrano -enviat del Papa Nicolau V- s'instal·la a Breslau i fa un incendiari discurs a la plaça de la Sal (plaça Solny) contra els hussites, els musulmans, els jueus i l'afany d'ostentació i els excessos de la vida. Multituds de peregrins de tot Silèsia i de la resta del Sacre Imperi Romanogermànic, de Polònia, de Livònia i de Curlàndia van a Breslau per tal d'escoltar-lo. El seu discurs va provocar l'expulsió dels jueus i fins i tot la incineració pública d'algun d'ells.
- 1463 – Breslau es nega a acceptar el rei hussita Jordi de Poděbrady de Bohèmia com a sobirà de Silèsia i passa sota la protecció del Papa Pius II.
- 1466 – Breslau participa en la guerra contra Bohèmia i s'alia amb el rei hongarès Maties Corví.
- 1474 – Maties Corví esdevé sobirà de Silèsia i de Breslau. Sota el domini de la corona de sant Esteve (magyar szent korona en hongarès) Breslau passa a tenir una nova constitució.
- 1490 – mor el rei Maties i Breslau passa novament a domini bohemi, amb Vladislau II de Bohèmia i Hongria i Lluís II d'Hongria.
- 1505 – el rei Vladislau II aprova la fundació de la universitat de Breslau. No obstant això, el projecte no es materialitzarà.
- 1523 – la Reforma Protestant arriba a Breslau. El capítol nomena rector de l'església de Santa Maria Magdalena el teòleg evangelista Jan Hus.
- 1525 – el teòleg evangelista Ambrosius Moibanus és nomenat rector de l'església de Santa Elisabet. Juntament amb Jan Hus dirigeixen l'Església Evangelista a Silèsia.

#### Sota laDinastia dels Habsburg

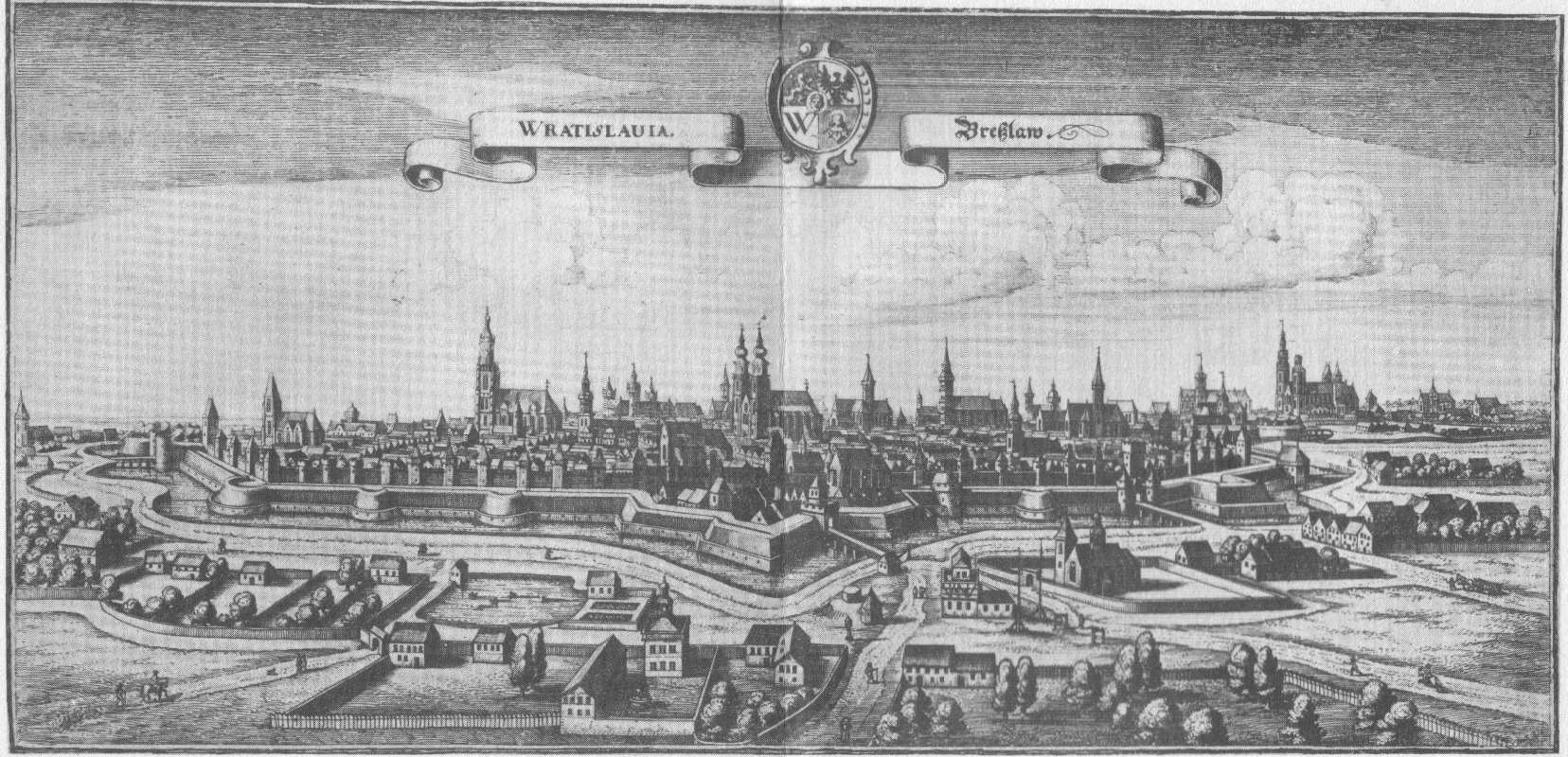
Breslau al 1640 (Merian)

- 1526 – El rei Lluís II d'Hongria mor a la batalla de Mohács i la ciutat passa a mans de la Dinastia dels Habsburg i de la Dinastia Jagelló, que hereten Breslau i altres territoris de Silèsia que controlaran fins al 1741.
- 1533 – Es contracta el primer metge de la ciutat.
- 1632 – Durant la Guerra dels Trenta Anys tropes de Saxònia i Suècia ocupen parcialment la ciutat.
- 1633 – Breslau intenta separar-se de la Dinastia dels Habsburg per tal d'esdevenir una ciutat independent. No obstant fracassa en l'intent.
- 1633 – La pesta arrela i s'escampa a Breslau. Moren 18.000 ciutadans del total de 40.000.

##### Capital de la literatura alemanya: 1630–1670

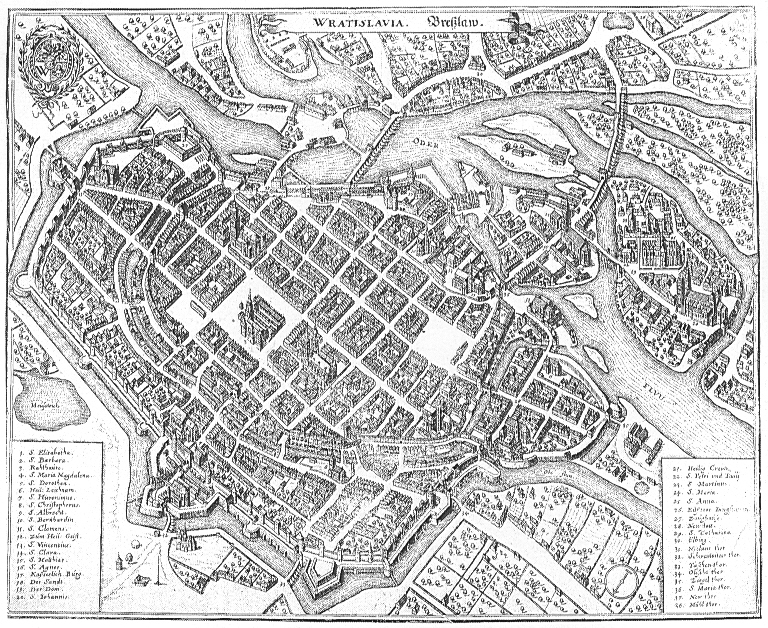
Breslau, segona meitat del s. XVII (Merian)

- 1630 – Martin Opitz retorna dels seus viatges a Silèsia. Al seu entorn es reuneix l'anomenada Primera escola de poesia de Silèsia (Barroc), amb els poetes: Christoph Köhler, Wenzel Scherffer von Scherffenstein, Daniel Czepko i Dorothea Eleonore von Rosenthal. És sota el lideratge de l'escola de Silèsia que es desenvolupa la literatura alemanya de l'època, d'estil barroc, amb moltes metàfores i fent especial atenció a la correcció gramatical i sintàctica del llenguatge escrit.
- 1640 – L'anomenada Segona escola de Silèsia (Barroc tardà) és formada per membres d'una generació una vintena d'anys més jove que Martin Opitz i compta amb diversos i destacats poetes com Andreas Gryphius, Christian Hofmann von Hofmannswaldau, Daniel Casper von Lohenstein i Angelus Silesius.
- 1740 – L'exèrcit de Frederic el Gran posa setge a la ciutat de Breslau.
- 1741 – El 10 d'agost la ciutat capitula.
- 1741 – El 7 de novembre Frederic el Gran és rebut a l'ajuntament de Breslau pels estaments silesis sota el lideratge del president del consistori i governador Kaspar Leonhard Moritz von Prittwitz.

#### Sota laDinastia dels Hohenzollerni l'Imperi Alemany
- 1742 - Àustria lliura Silèsia a Prússia.
- 1742 – Apareix l'alemany Schlesische Zeitung (diari de Silèsia) i l'editorial kKrn, que a part de publicar títols en alemany també publicava en llengua polonesa per a la veïna Polònia. Ambdós existiran fins al 1945.
- 1750 - Frederic el Gran adquireix el palau del baró de Spägten i la converteix en seu reial.
- 1757 - El 22 de novembre, en plena Guerra dels Set Anys, té lloc la batalla de Breslau, que guanyarà el bàndol austríac. La nit del 25 de novembre, el general prussià Lestwitz lliura la ciutat, posant així fi al setge al qual havia quedat sotmesa. Més endavant, després de la victòria prussiana a la batalla de Leuthen, Prússia sotmet a setge Breslau. La ciutat, sota dels ordres del comandant Von Bernegg, capitula el 21 de desembre i és lliurada a Frederic el Gran. Després de Berlín, Breslau és la ciutat més important de Prússia.
- 1760-1765 - El poeta alemany Gotthold Ephraim Lessing passa cinc anys a Breslau com a secretari del general Friedrich Bogislav von Tauentzien.
- 1807 - La Confederació del Rin conquereix la ciutat i l'ocupa fins al 1808. El Bloqueig Continental provoca la paralització del comerç de llenç.
- 1807- 1810 - Les fortificacions de la ciutat són enderrocades. El 1810 gairebé tots els monestirs són secularitzats. De resultes d'aquest procés, per exemple, la biblioteca universitària obté una nova ubicació.
- 1811 - La Universitat Viadrina és traslladada de Frankfurt (Oder) a Breslau i, juntament amb l'institut jesuïta, passen a formar la Universitat Friedrich-Wilhelm de Silèsia.
- 1813 - Breslau esdevé punt de partida del moviment d'alliberament contra Napoleó Bonaparte. El 20 de març el rei Frederic Guillem III de Prússia publica la seva crida al poble "An mein Volk" (al meu poble) al diari „Schlesischen privilegierten Zeitung“ de la ciutat.
- 1821 - Al bisbe evangèlic-luterà de Breslau li surt un homòleg catòlic: la diòcesi de Breslau s'independitza de l'arquebisbat de Gniezno, al qual estava subordinada des de l'any 1000. El Papa Pius VII posa la diòcesi sota tutela directa de la Santa Seu.
- 1829 - Breslau té 84.904 habitants.
- 1830 - Naixement de l'església evangèlico-luterana dels Vells Luterans amb Johann Gottfried Scheibel.
- 1829–1840 – La rellevància de Breslau com a centre important de comerç comença a minvar.
- 1840 – Breslau assoleix els 100.000 habitants.
- 1849 – S'hi comença a desenvolupar la indústria: molins i fàbriques de cervesa, molins d'oli i fàbriques químiques i metal·lúrgiques (per exemple la fàbrica de construcció de vehicles Gottfried Linke i la fàbrica de construcció de vagons de ferrocarril). Paral·lelament sorgeixen també fàbriques de paper, mobiliari i vestimenta.
- 1854 - Fundació del seminari teologista jueu Fränckelscher Stiftung.
- 1850–1890 – El nucli urbà creix mitjançant la incorporació de veïnats. Al final del segle xix Breslau assoleix una xifra de gairebé 500.000 habitants. Juntament amb Leipzig esdevé la cinquena ciutat més gran d'Alemanya.
- 1880 - El compositor Adolphe Fischer funda el primer Conservatori de Música de la ciutat.
- 1905 – El 57,5% dels habitants de Breslau són evangèlics, el 36,6% catòlics.
- 1907 - Incendi del monestir de Santa Úrsula que provoca l'ensorrament del teulat de l'església; la torre de 65 metres queda carbonitzada.
- 1910 - Segons un cens demogràfic un 95,71% dels habitants de Breslau declaren l'alemany com a llengua materna, un 2,95% el polonès i un 0,68% el txec.
- 1910 - S'inicien prominents obres arquitectòniques com ara el Kaiserbrücke (pont de l'emperador) i l'Escola Superior Tècnica.
- 1913 - Exposició a l'històric edifici Centre del Centenari de Breslau (polonès: Hala Stulecia) per commemorar el centenari de la guerra d'alliberament contra les tropes franceses de Napoleó Bonaparte.

#### República de Weimar,NazismeiSegona Guerra Mundial

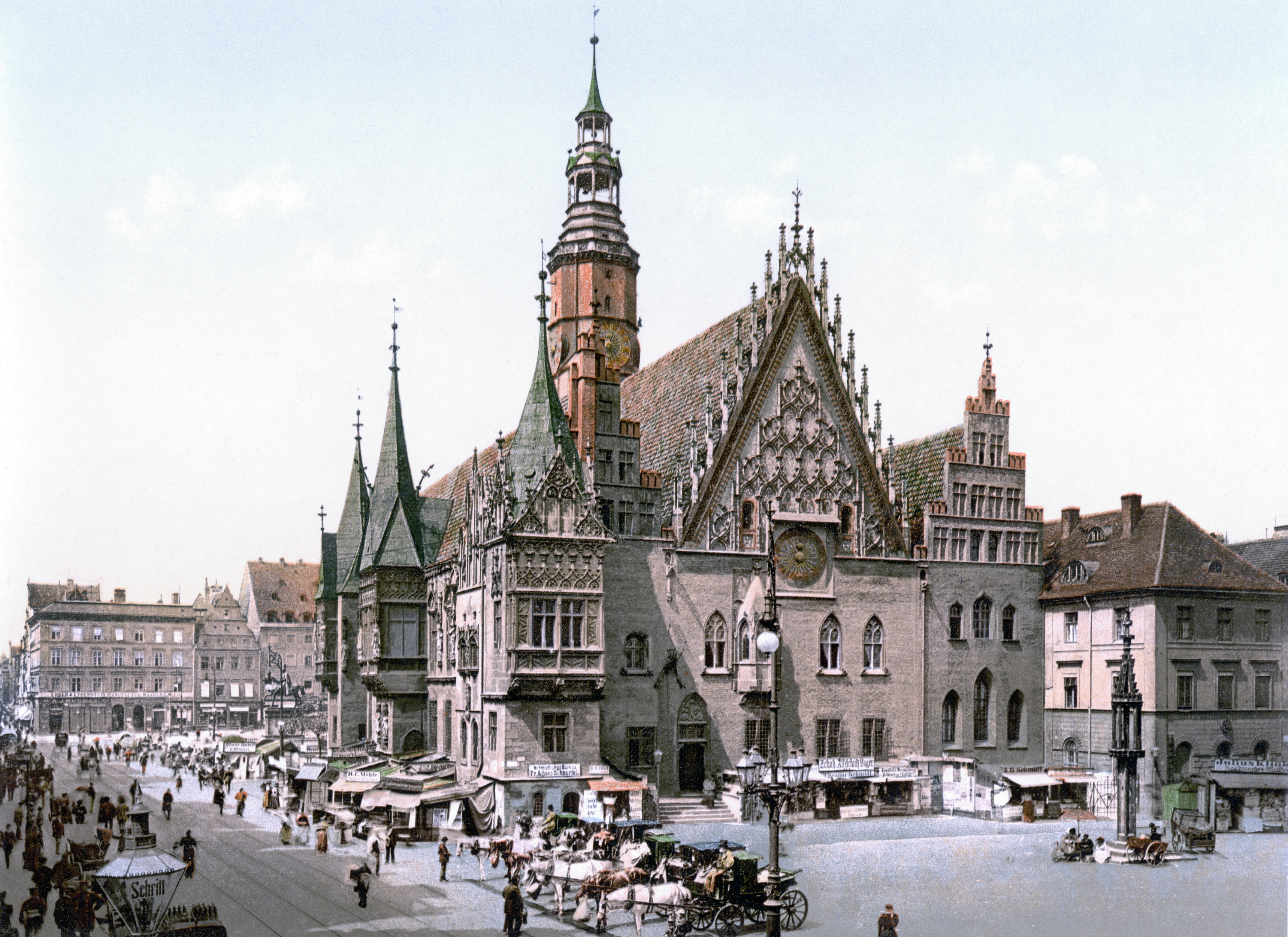
Ajuntament de Breslau al voltant del 1900

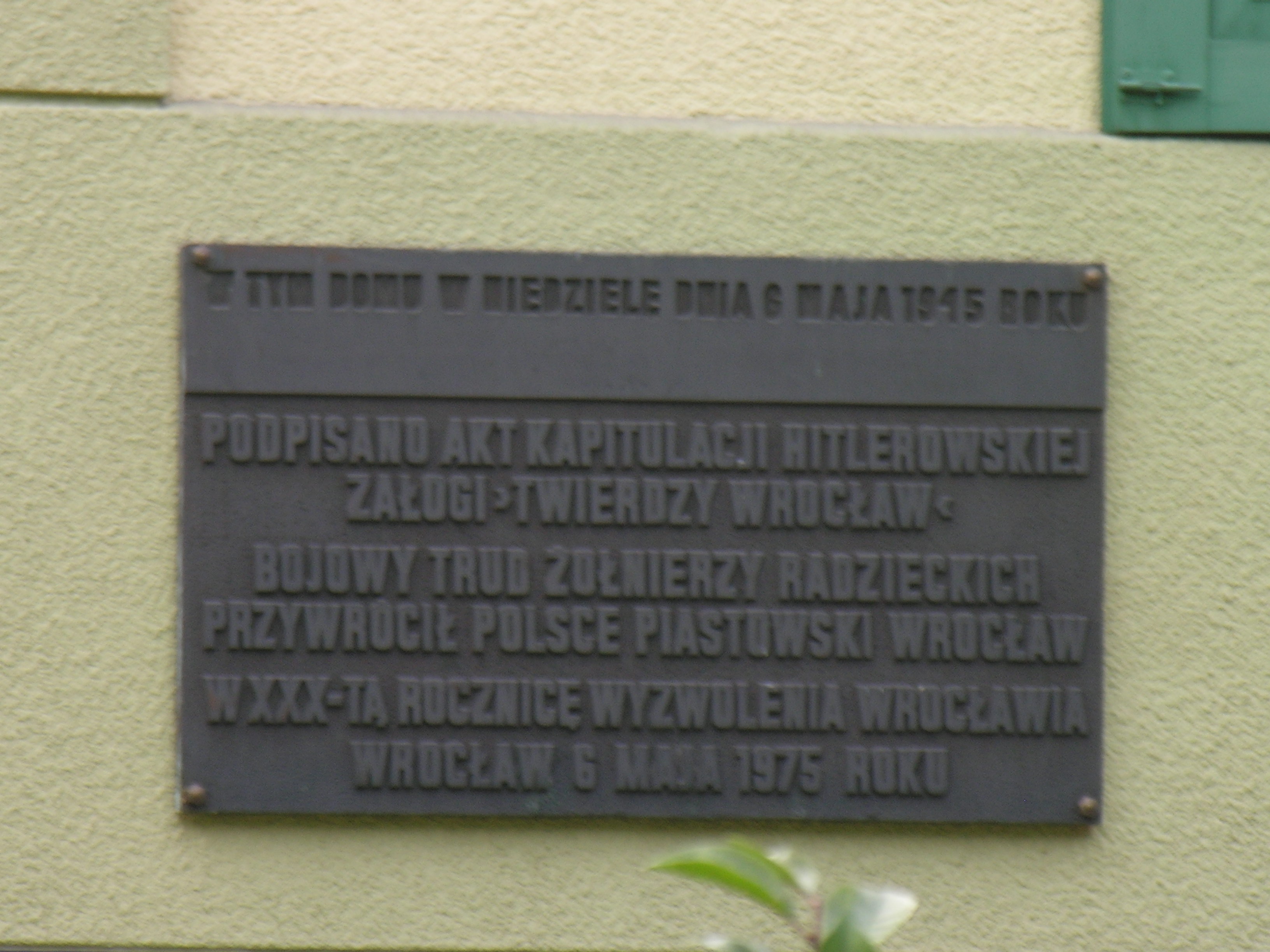
Placa memorial de la capitulació a Villa Colonia

- 1919 – Breslau esdevé capital de la recentment creada província de Baixa Silèsia. El primer president de la nova província és Felix Philipp, del partit polític alemany SPD.
- 1921 – En les eleccions regionals de la Baixa Silèsia el partit polític SPD obté el 51,19% dels vots i aconsegueix la majoria absoluta. Els següents partits més votats són el Centre Catòlic amb el 20,2%, el DVP am l'11,9%, el DDP amb el 9,5% i el KPD amb el 3,6%.
- 1925–1930 – 54 pobles són incorporats al municipi de Breslau, que passa a assolir una superfície de 175 km² i una població de 600.000 habitants.
- 1933 – A les eleccions parlamentàries d'Alemanya de 1933 l'NSDAP aconsegueix la majoria absoluta en obtenir el 51,7% dels vots emesos.
- Des de 1934 fins a 1943 l'alcalde de Breslau és Hans Fridrich (NSDAP).
- El 12 de març de 1933 Edmund Heines -cap de les SA- obre un camp de concentració per a presos polítics, situat a Breslau-Dürrgoy (avui dia anomenat Tarnogaj o Gaj) a l'avinguda Strehlener Chaussee 53 (avui dia reanomenada Bardzka). El camp tenia capacitat per acollir 250 presos. No obstant això, s'hi van retenir entre 800 i 1000 presos polítics. La majoria eren socialdemòcrates, comunistes i jueus. Arribat només l'octubre del 1933, el camp de concentració ja va ser clausurat després que una comissió inspectora constatés els excessos que les SA s'havien permès al camp.
- Des del 26 fins al 31 de juliol de 1938 el Nationalsozialistischer Reichsbund für Leibesübungen (Unió Nacionalsocialista del Reich per l'exercici físic) organitza a Breslau els Jocs Alemanys de la Gimnàstica i l'Esport (Deutsches Turnfest).
- Durant la nit del 9 al 10 de novembre de 1938, l'anomenada Nit dels vidres trencats, la sinagoga construïda el 1872 és destruïda per les SA. Aquesta sinagoga, juntament amb la Nova Sinagoga de Berlín, era una de les més belles d'Alemanya.[4]
- El 1942 la ciutat organitza el Campionat europeu de boxa amateur.
- A mitjans de 1944 es construeixen a la ciutat dos subcamps annexos del camp de contentració de Gross-Rosen. Els presos del Camp 1 treballaven a la factoria FAMO de construcció de vehicles i motors, produint motors per avió. El nombre exacte de treballadors forçats és desconegut. Al Camp 2 es calcula que hi havia uns 520 treballadors, encara que la xifra podria arribar entre els 700 i 1000. Els treballadors forçats del Camp 2 treballaven a la factoria Borsig d'enginyeria mecànica i a la factoria de ferrocarrils Linke-Hofmann-Busch. Aproximadament set mesos després de la seva inauguració, el camp de treball va ser clausurat. Els presos dels dos camps van ser traslladats al camp de contentració de Gross-Rosen el 23 de gener de 1945.
- 1944 – El 7 d'octubre la ciutat pateix els primers bombardejos dels aliats. No obstant això, en comparació amb altres ciutats alemanyes, no en surt tan malparada.
- 1944 – Breslau és declarada i convertida en una fortalesa, encara que és totalment inadequada pel que fa a la defensa.
- 1945 – 19 de gener: set dies després que l'Exèrcit Roig hagués travessat el riu Vístula s'ordena l'evacuació de la ciutat. El pànic s'apodera de Wrocław.
- 1945 – Gener: tropes soviètiques s'apropen a Breslau i totes les escoles són evacuades (sobretot cap a Bohèmia). Aproximadament el 75% dels habitants fugen en direcció a Bohèmia o Saxònia. Milers d'ells moriran en el trajecte, en condicions miserables, a causa de les inclemències del dur hivern.
- 1945 – El 15 de febrer Breslau és envoltada per l'Exèrcit Roig. Arribats a aquest punt, la ciutat encara alberga uns 150.000 habitants i 40.000 soldats.
- 1945 – Febrer-maig: durs enfrontaments, incendis i destruccions (Batalla de Breslau).
- 1945 – 6 de maig: la ciutat es rendeix després d'haver resistit quatre mesos contra l'Exèrcit Roig. Entre el 65% i el 80% de la ciutat queda en ruïnes. Sorprenentment, l'ajuntament i moltes cases entorn del Rynek (plaça major) resten indemnes.
- 1945 – 9 de maig: les autoritats soviètiques traspassen l'administració de la ciutat a Polònia.

#### República de Polònia
- 1945 – maig/juny: molts refugiats de Breslau retornen a la ciutat tot desconeixent la Conferència de Ialta. Els passos fronterers al llarg del riu Nysa Łużycka són inicialment oberts.
- 1945 – 30 de juny: els nous passos establerts al llarg de la frontera Oder-Neisse (en polonès: Granica na Odrze i Nysie Łużyckiej) són tancats. Els refugiats polonesos ja no poden retornar a Breslau. A la ciutat de Görlitz s'aglomeren piles de refugiats al pas del riu Nysie Łużyckiej que volen retornar però no poden.
- 1945 – juliol: a la ciutat s'hi troben encara uns 300.000 ciutadans alemanys, els quals seran expulsats. Nous habitants polonesos s'instal·len a la ciutat. La majoria d'ells provenen sobretot de la Polònia central i de la ciutat de Lviv, que en haver estat annexionada per la Unió Soviètica juntament amb els territoris de l'est, fa que molts polonesos es vegin obligats a traslladar-se-n'hi.
- 1945 – 2 d'agost: té lloc l'anomenat Acord de Potsdam (conclusió de la Conferència de Potsdam) pel qual Breslau és assignada definitivament a Polònia; la ciutat obté de la mà dels aliats l'administració de Silèsia. Malgrat les desavinences dels vencedors de la guerra sobre la definició de la frontera Oder-Neisse, els aliats occidentals no tenen poder de decisió ni poden objectar les decisions preses als territoris dominats pel règim soviètic. L'única cosa que demanen és un tracte humà als ciutadans alemanys deportats.
- 1946 – 8 de març: té lloc l'expropiació dels habitants alemanys. Per expropiació s'entén qualsevol patrimoni, inclosos habitatge i mobles.
- 1946 – estiu: el nombre de ciutadans polonesos s'incrementa en uns 30.000. El nombre de ciutadans alemanys és encara lleugerament superior al de polonesos, però va disminuint.
- 1946 – 31 d'octubre: dissolució de l'Església evangèlica de Silèsia més enllà de la frontera Oder-Neisse. Autoritats poloneses clausuren oficialment la seu episcopal evangèlica de la ciutat de Breslau.
- 1946 – 4 de desembre: El bisbe de l'Església evangèlica de Silèsia Ernst Hornig és deportat.
- 1948 – La ciutat compta amb 300.000 ciutadans polonesos i ucraïnesos, resten només uns 7.000 ciutadans alemanys.
- 1955 – Comencen els treballs de reconstrucció del nucli antic de la ciutat.
- 1965 – El nombre d'habitants de la ciutat ascendeix a un total de 475.000.
- 1970 – 1980 - Es construeixen molts barris i suburbis al voltant de la ciutat.

#### Tercera República de Polònia
- 1990 - fins avui: La reconstrucció de la ciutat té cura del patrimoni alemany, que es restaura i s'integra a partir d'ara identitat eminentment polonesa de Breslau.
- 1997 - Juliol: important desbordament del riu Oder. Els edificis històrics van ser en gran part restaurats mentre que tot d'antics habitatges del s. XIX (l'anomenada Gründezeit) van quedar seriosament malmesos.
- 2006 - El 13 de juliol el Pavelló del Centenari de Breslau (polonès: Hala Stulecia o Hala Ludowa) va afegir-se a la llista del Patrimoni de la Humanitat de la UNESCO.

### Ciutats agermanades
| - Skopje (ERI Macedònia) - Breda (Països Baixos), des de 1991. - Charlotte (Estats Units), 1991. - Dresden (Alemanya), 1963, actual. 1991. - Guadalajara (Mèxic), 1995. - Hradec Králové (Txèquia), 2003. - Hrodna (Belarús), 2003. | - Kaunas (Lituània), 2003. - Lviv (Ucraïna) - Ramat Gan (Israel), 1997. - Toronto (Canadà) - Esmirna (Turquia) - Wiesbaden (Alemanya), 1987. |

### Convenis de col·laboració
- Lilla (França)
- departament de Viena (França)

### Evolució de la població de Breslau
| Any  | Habitants |
| ---- | --------- |
| 1800 | 64.500    |
| 1831 | 89.500    |
| 1850 | 114.000   |
| 1852 | 121.100   |
| 1880 | 272.900   |
| 1900 | 422.700   |
| 1910 | 510.000   |
| 1925 | 555.200   |
| 1933 | 625.200   |
| 1939 | 629.600   |
| 1946 | 171.000   |

| Any  | Habitants |
| ---- | --------- |
| 1956 | 400.000   |
| 1960 | 431.800   |
| 1967 | 487.700   |
| 1970 | 526.000   |
| 1975 | 579.900   |
| 1980 | 617.700   |
| 1990 | 640.600   |
| 1999 | 650.000   |
| 2003 | 638.000   |
| 2006 | 635.200   |

## Patrimoni arquitectònic i curiositats de la ciutat

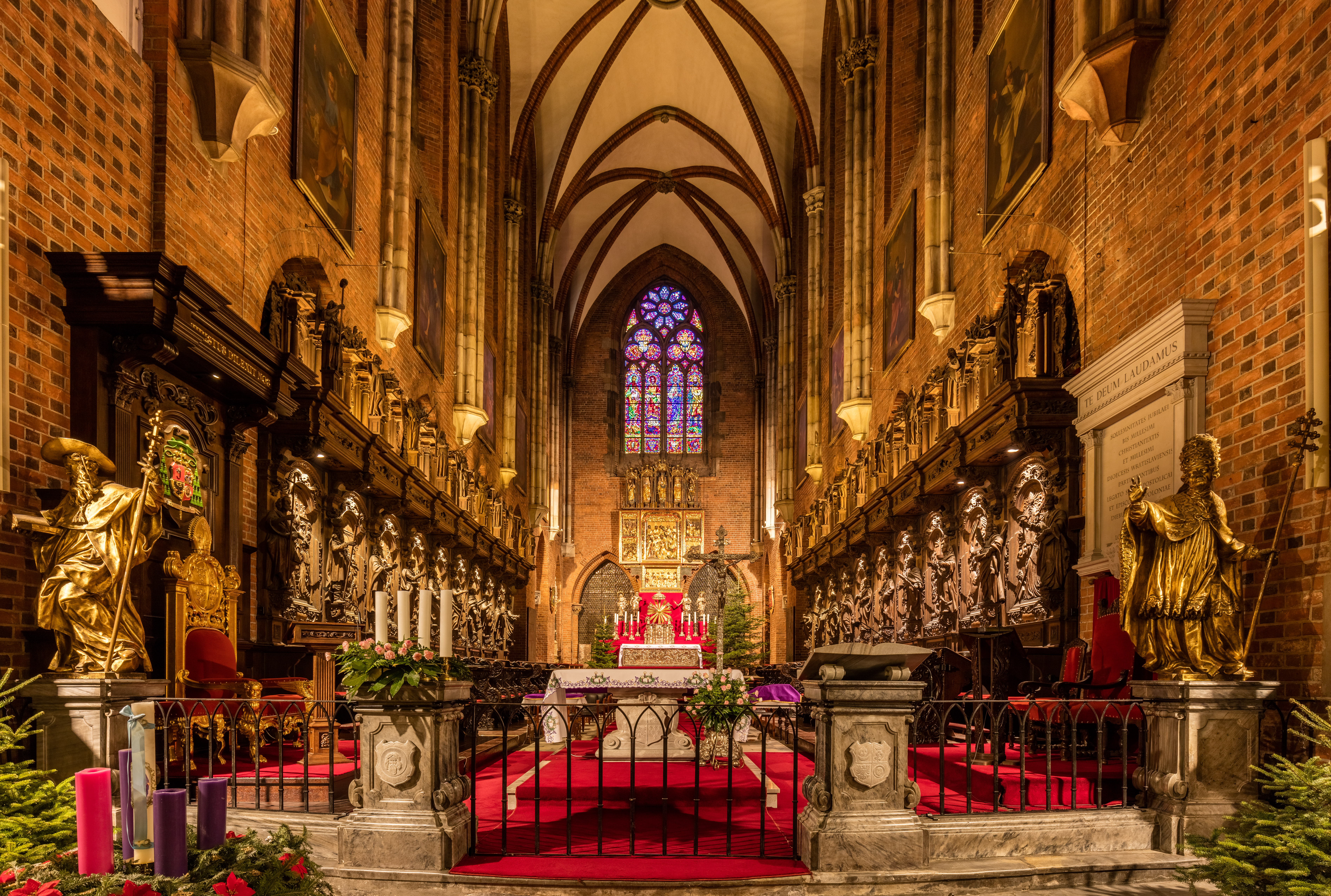
Interior de la catedral

### Ostrów Tumski (illa de la catedral) i Wyspa Piaskowa (illa de la sorra)
- La catedral de Breslau (polonès: Archikatedra św. Jana), anomenada catedral de Sant Joan Baptista. Els seus orígens es remunten al segle x, tot i que les harmonioses formes gòtiques actuals daten del segle xiii. La construcció de la catedral va ser acabada el 1272. L'edifici va ser en gran part destruït el 1945 però gràcies als treballs de reconstrucció ha recuperat la seva antiga esplendor.
- L'església gòtica de la Verge Maria de l'Illa de Sorra (polonès: Kościół Najświętszej Marii Panny na Piasku). Està ubicada tot just haver creuat el pont Most Tumski, que connecta Ostrów Tumski amb Wyspa Piaskowa.
- L'església ortodoxa de Sant Ciril i Sant Metodi (polonès: Cerkiew św. św. Cyryla i Metodego), antigament anomenada església de Santa Anna.
- L'església de Sant Gil (en polonès, Kościół św. Idziego). És l'església més vella de Breslau, situada davant el museu de l'arquebisbat. L'origen de l'església data del segle xiii i és l'única que es va escapar de la destrucció dels tàtars.
- L'església de Sant Martí (en polonès, kościółka św. Marcina), antiga capella del castell els orígens del qual es remunten al segle xii. L'edifici va ser molt malmès durant la Segona Guerra Mundial.
- Monument del Papa Joan XXIII. Va ser inaugurat el 1968 i ha esdevingut un dels símbols de la ciutat. És Joan XXIII qui primer va reconèixer l'administració eclesiàstica polonesa dels territoris de l'oest i del nord de Polònia un cop acabada la Segona Guerra Mundial.
- L'església de Sant Pere i Sant Pau, situada a l'illa de la catedral, després d'haver creuat el pont Most Tumski que connecta amb l'illa de sorra.
- L'església de la Santa Creu (en polonès, Kolegiata Świętego Krzyża i św. Bartłomieja), construïda al final del segle xiv. És una església única de dos pisos, dedicats a Sant Bartolomeu i a la Santa Creu, respectivament. Al segle xix l'església era coneguda amb el nom d'església polonesa. Davant de l'església hi ha una estàtua de Sant Joan Nepomucè feta el 1732 per Jan Jerzy Urbański.
- El Museu de l'Arquebisbat (en polonès, Muzeum Archidiecezjalne) conté una notable col·lecció d'art religiós amb escultures de fusta medieval procedents de Silèsia i una col·lecció d'altars.

### Nucli antic

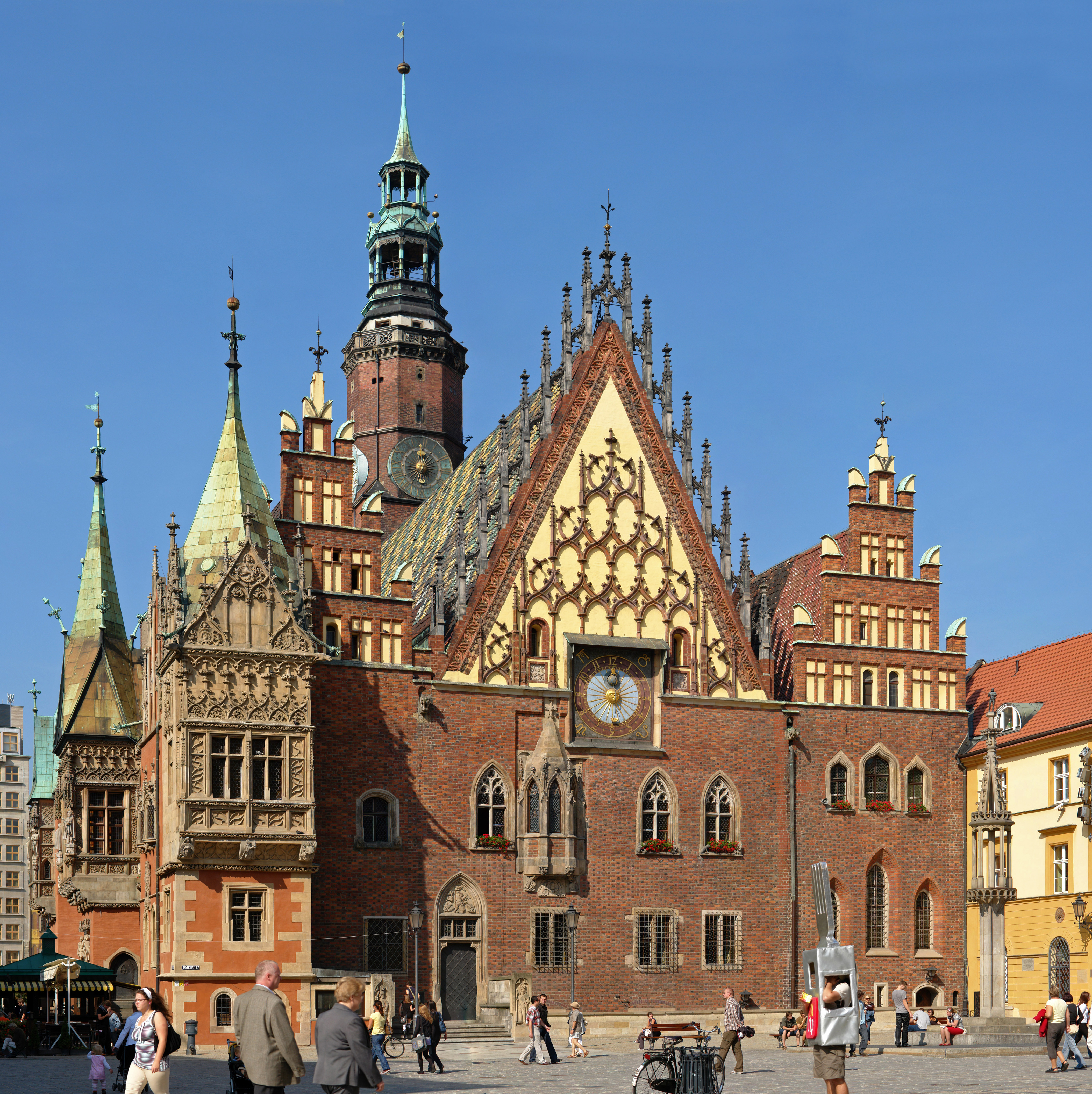
Ajuntament

- L'Ajuntament d'estil gòtic, construït entre el 1471 i el 1504.
- El Rynek (plaça major), de forma rectangular, amb dimensions 205 x 175 m, és la plaça més gran de Polònia, després del Rynek de Cracòvia. Al centre del Rynek hi ha ubicada una illa de cases amb l'ajuntament com a edifici més destacable.
- L'església de Santa Elisabet (en polonès, Kościół św. Elżbiety). És una construcció de rajoles i l'església més impressionant de Wrocław, amb un campanar de 90 metres. Va ser destruïda el 1529 a causa d'una tempesta i novament el 1976 a causa d'un sospitós incendi.
- Els follets de Wrocław (en polonès, krasnale). Escampats per tot el nucli antic, hi ha un total d'unes 95 estàtues de follets amb posicions diferents. L'origen d'aquests follets es remunta als anys 1980, quan l'oposició política "alternativa taronja" va plantar un follet en una espontània acció de protesta i crítica contra el règim comunista.
- La capella barroca de Santa Elisabet, els orígens de la qual daten del segle xvii.
- La capella gòtica de la Verge, que conté el sarcòfag del bisbe Przecław de Pogorzela.
- L'església de Santa Maria Magdalena (en polonès, Katedra św. Marii Magdaleny), molt malmesa durant la Segona Guerra Mundial. Avui en dia és la catedral de l'Església catòlica polonesa i acull a la seva excel·lent sala de concerts el festival de música clàssica Wratislavia Cantans. Aquesta església compta amb un orgue de 58 jocs, construït pel famós Johann Mikel Roeder.
- L'església de Sant Cristòfor (en polonès, kościół św. Krzysztofa) del segle xv, amb torres a la façana i una sola nau amb decoració barroca. Durant molts anys en fou organista el fill nadiu d'aquesta vila en Johann Julius Seidel.
- L'església de Sant Adalbert (en polonès, kościół św. Wojciecha). Un imposant edifici situat al carrer Słowackiego que, tret de la seva capella, va ser seriosament malmès durant la Segona Guerra Mundial. La important capella barroca està dedicada a Sant Ceslau de Breslau, frare dominicà que va fundar la província dominicana de Silèsia i va defensar la ciutat de la invasió mongòlica de 1241. Sant Ceslau de Breslau (en polonès, Czesław Odrowąż) és avui dia el patró de la ciutat.
- L'església barroca del Sant Nom de Jesús (en polonès, kościół św. Najświetszego Imienia Jezus), construïda pels jesuïtes entre 1689-1698, conté els bells frescos de Johann Michael Rottmayr i la reproducció d'una escultura del Vaticà de Michelangelo Buonarroti.
- L'església de Sant Vicenç (en polonès, kościół św. Wincentego), anteriorment anomenada església de Sant Jaume, situada a la plaça Nankiera. Va ser construïda el segle xiii abans de la invasió mongòlica i havia de ser destinada a la necròpoli dels prínceps de la dinastia Pilast de Breslau, però finalment només conté les despulles d'un sol príncep: Henri II le Pieux (Heinrichs des Frommen), mort a la batalla de Legnica. Avui dia l'església és utilitzada per la comunitat ucraïnesa greco-catòlica.
- L'església de Sant Estanislau, Santa Dorotea i Sant Venceslau (en polonès, Kościół św. Stanisława, św. Doroty i św. Wacława) d'estil interior barroc.
- La Universitat de Breslau, amb l'Aula Leopoldina i l'Oratorium Marianum, d'estil barroc de principis de segle xviii.
- Monument commemoratiu als polonesos assassinats durant la Segona Guerra Mundial, ubicat a l'avinguda X. Dunikowskiego.
- El Museu Nacional (en polonès, Muzeum Narodowe we Wrocławiu), els orígens del qual daten del 1860 i que conté art de Silèsia dels segles XVI-XIX.
- El Panorama de Racławice. El seu edifici de forma rodona conté una gran pintura circular que representa la batalla de Racławice. La pintura va ser transportada el 1946 de Lviv cap a Breslau i s'exposa al públic des del 1985.
- El monument a la Constitució del 3 de maig de 1791 i el monument en record de les víctimes de Katyn, ambdós situats al costat del Panorama de Racławice.
- Estàtua del poeta polonès Juliusz Słowacki, situada al parc Słowacki.
- El Museu d'Arquitectura i el Museu de les Telecomunicacions, dos edificis únics a Polònia.
- Nowy Targ, un mercat cobert.
- L'antic Palau Reial, anomenat també Palau del rei Frederic. Avui dia les seves sales formen part del Museu de la Ciutat.
- L'Òpera de la Baixa-Silèsia, construïda a la primera meitat del segle xix i inicialment concebuda per l'arquitecte Karl Ferdinand Langhans, però que ha patit moltes transformacions. L'edifici va acollir la primera representació d'òpera després de la guerra: Halka de Stanisław Moniuszko va ser inaugurada el 8 de setembre de 1945.
- Monument a les víctimes de l'estalinisme, situat no gaire lluny de l'òpera i inaugurat el setembre de 1989.
- La plaça Solny, plena de quioscs de flors i envoltada de cafès.

### Altres barris
- El Pavelló del Centenari de Breslau (en polonès, Hala Stulecia or Hala Ludowa), afegida a la llista del Patrimoni de la Humanitat de la UNESCO el 2006.

### Galeria d'imatges de Breslau

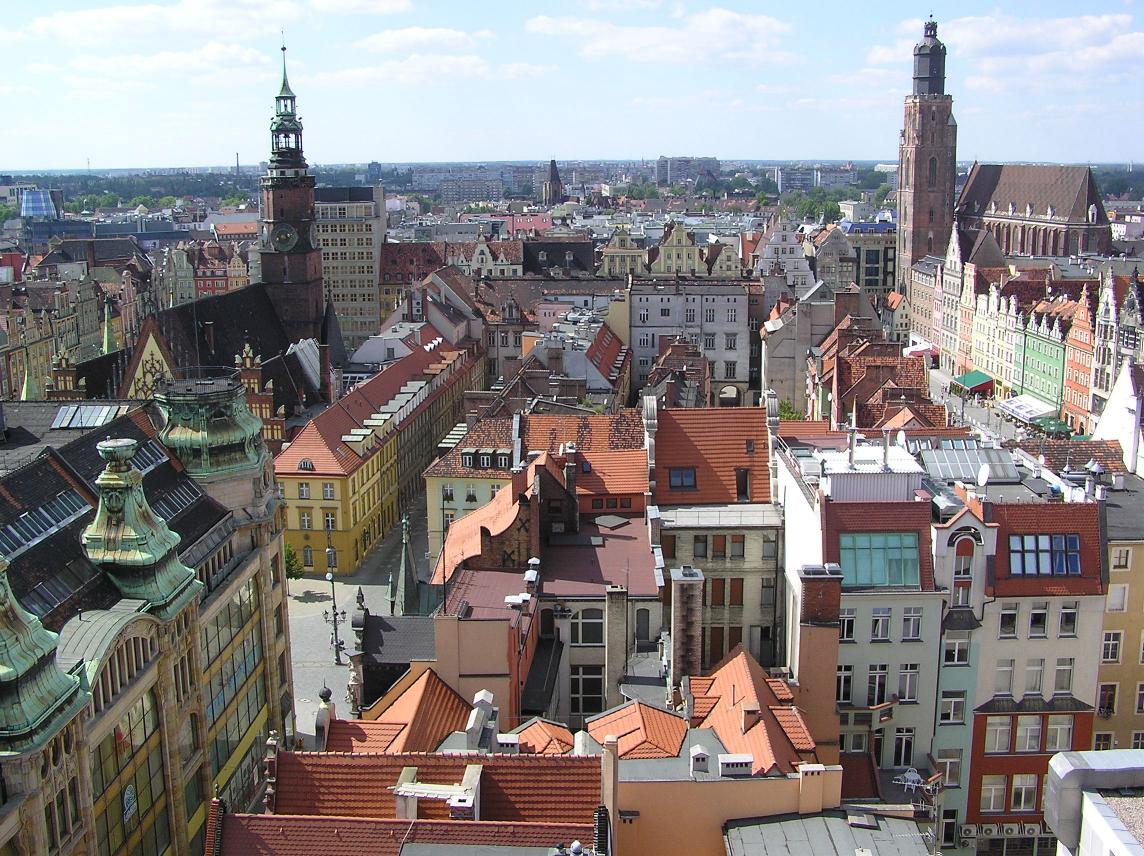
Vista panoràmica del Rynek
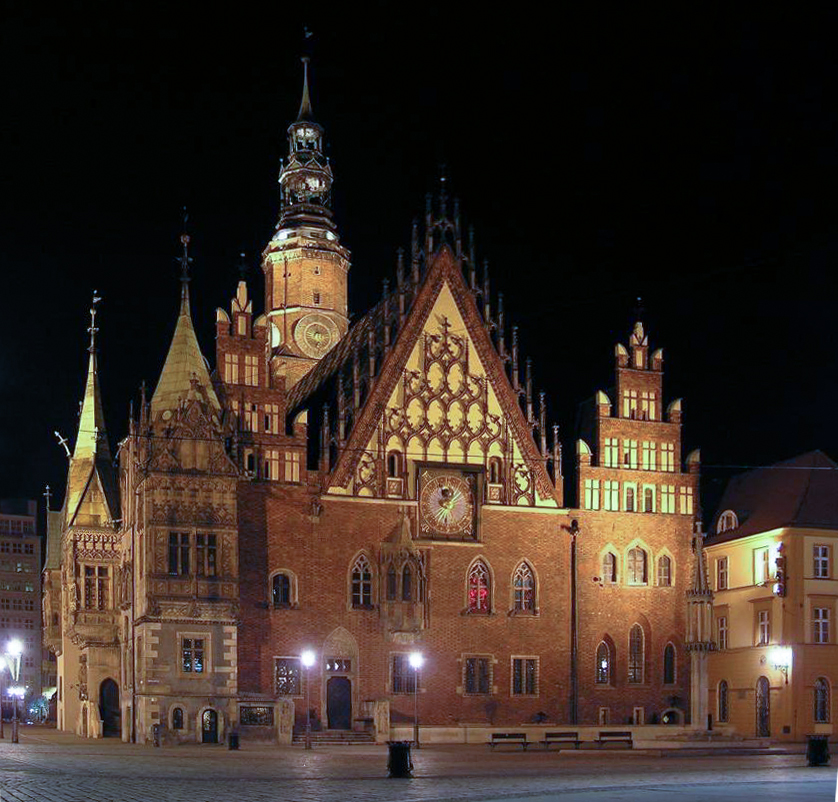
Ajuntament de Breslau
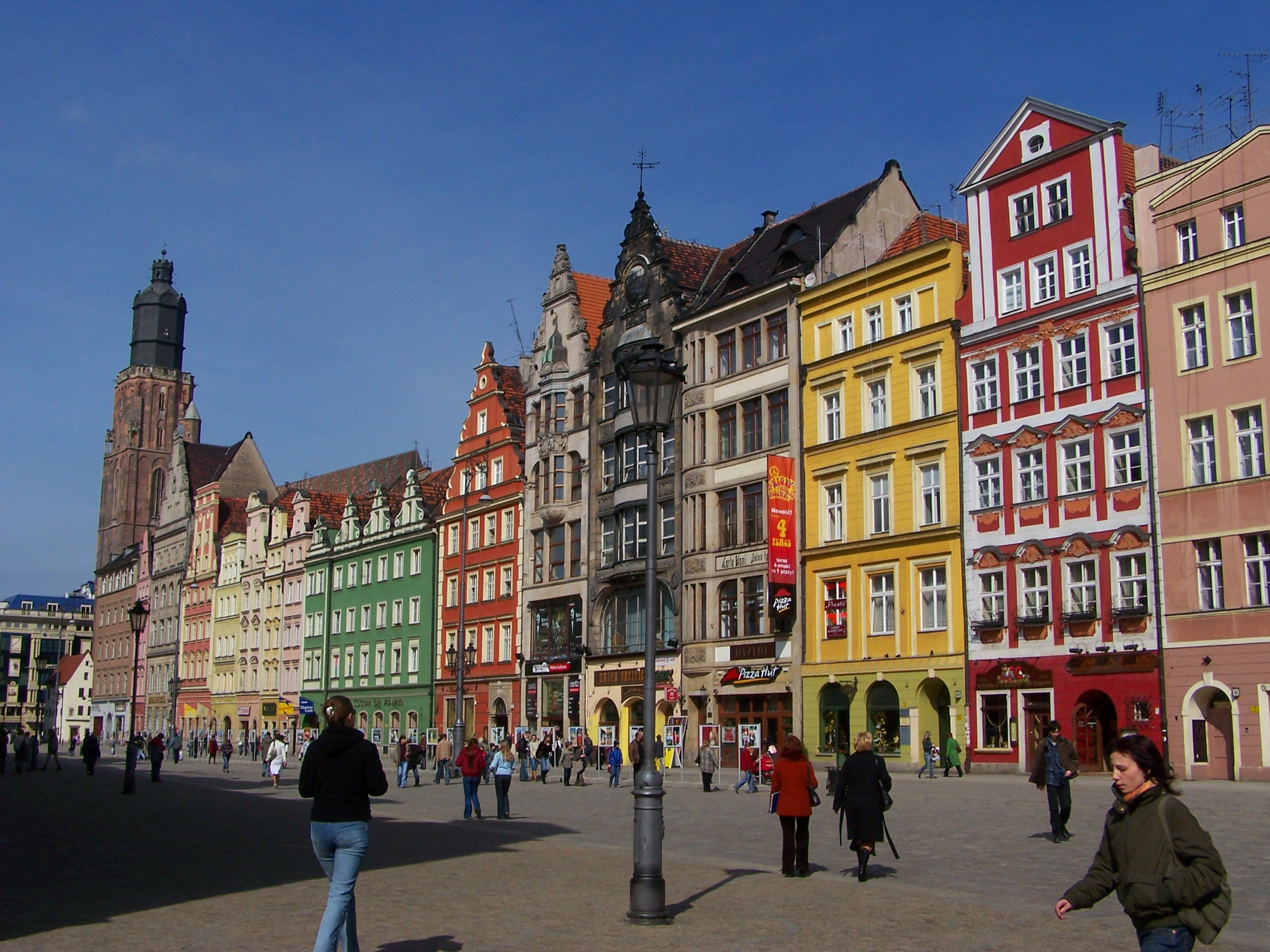
Vista del Rynek
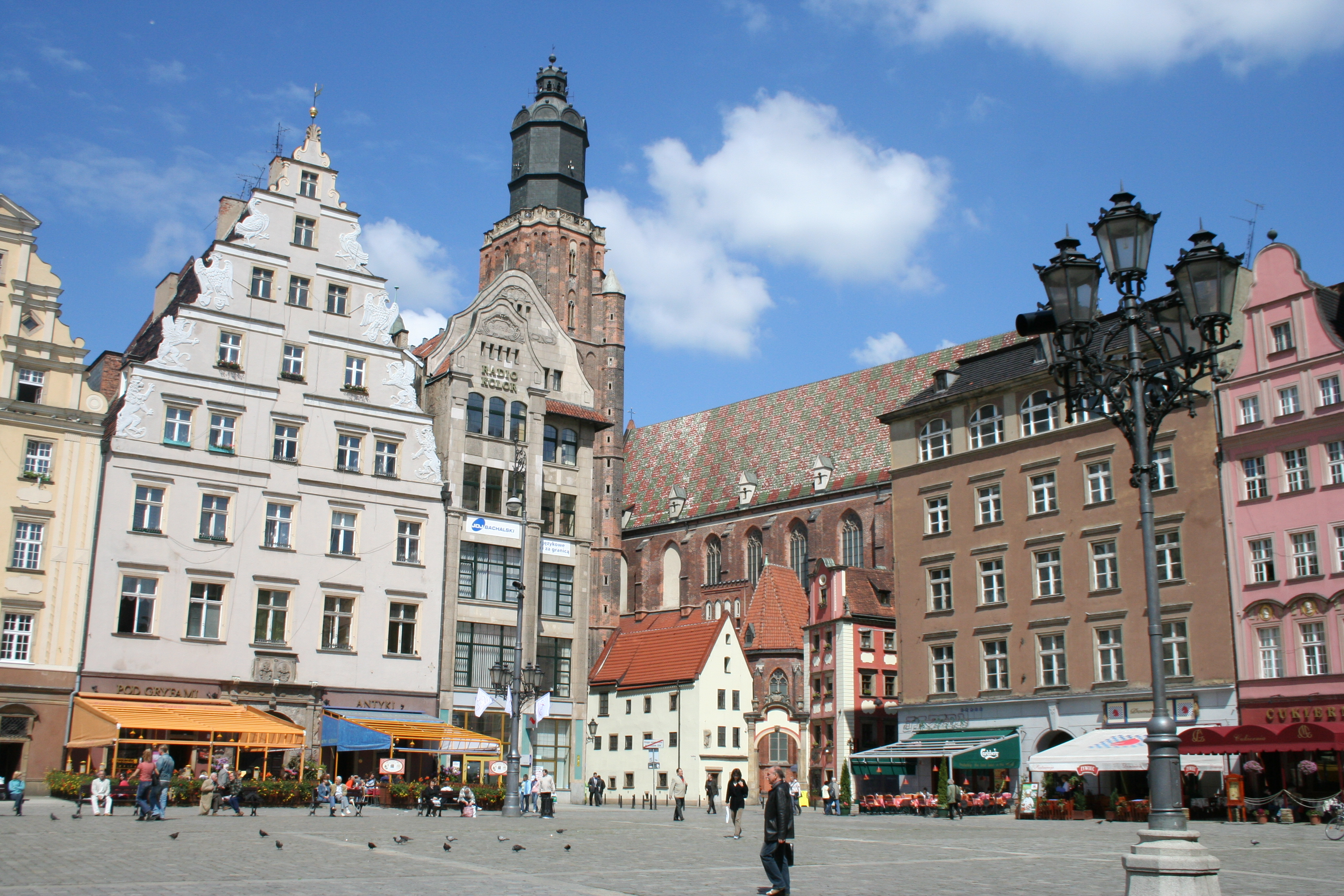
Rynek i església de Sta. Elisabet
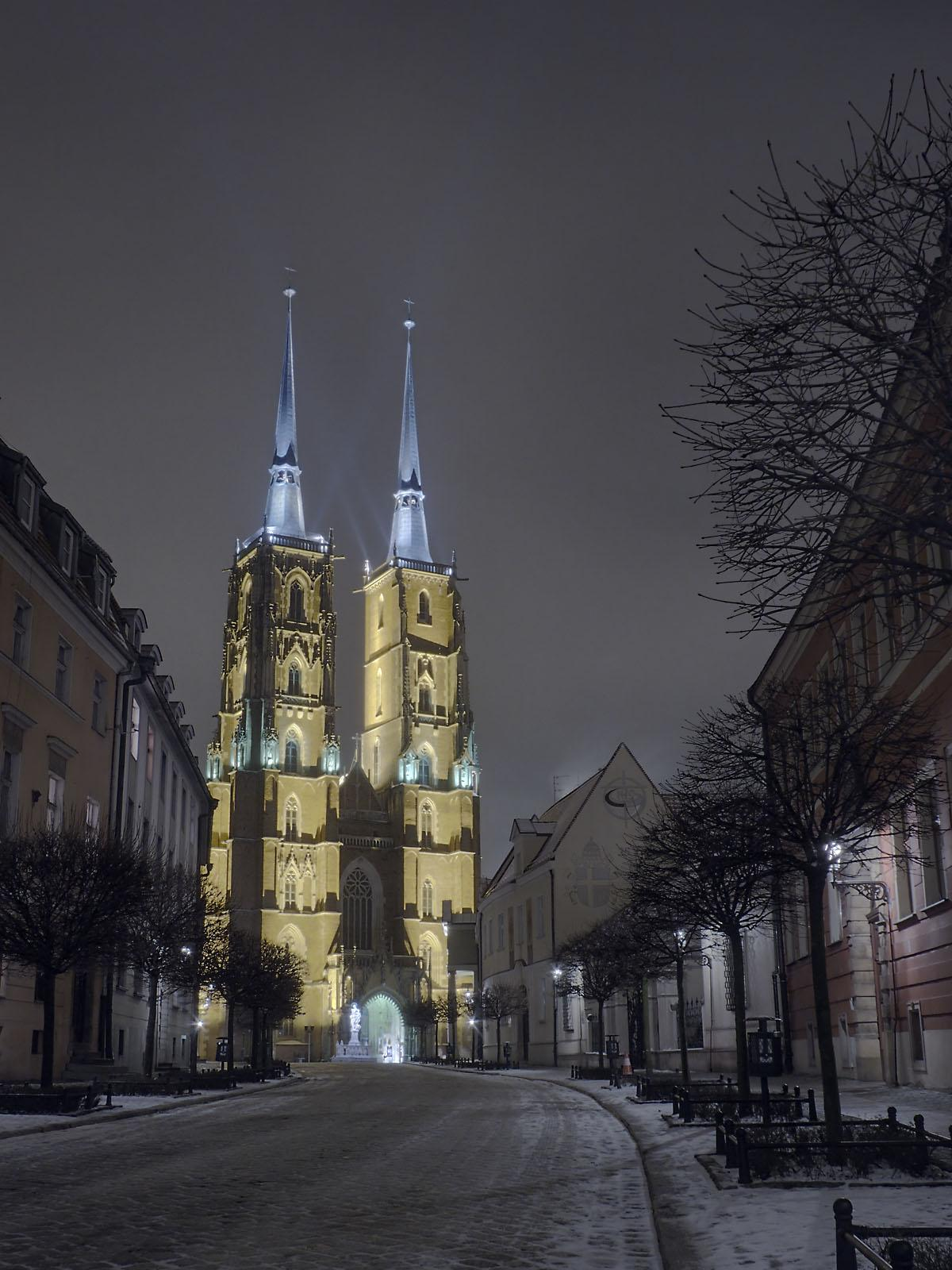
Catedral de Breslau
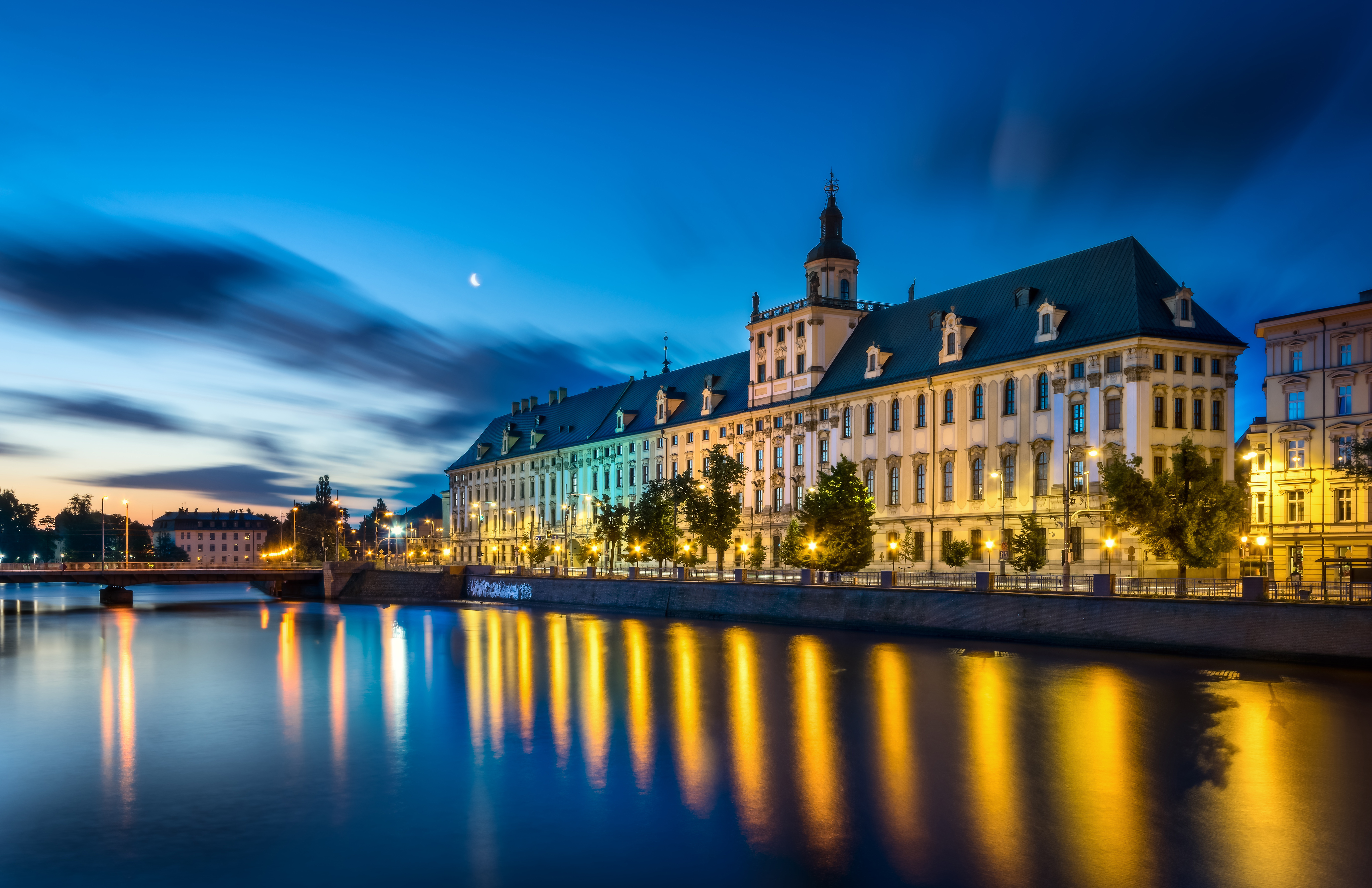
Vista de la Universitat de Breslau
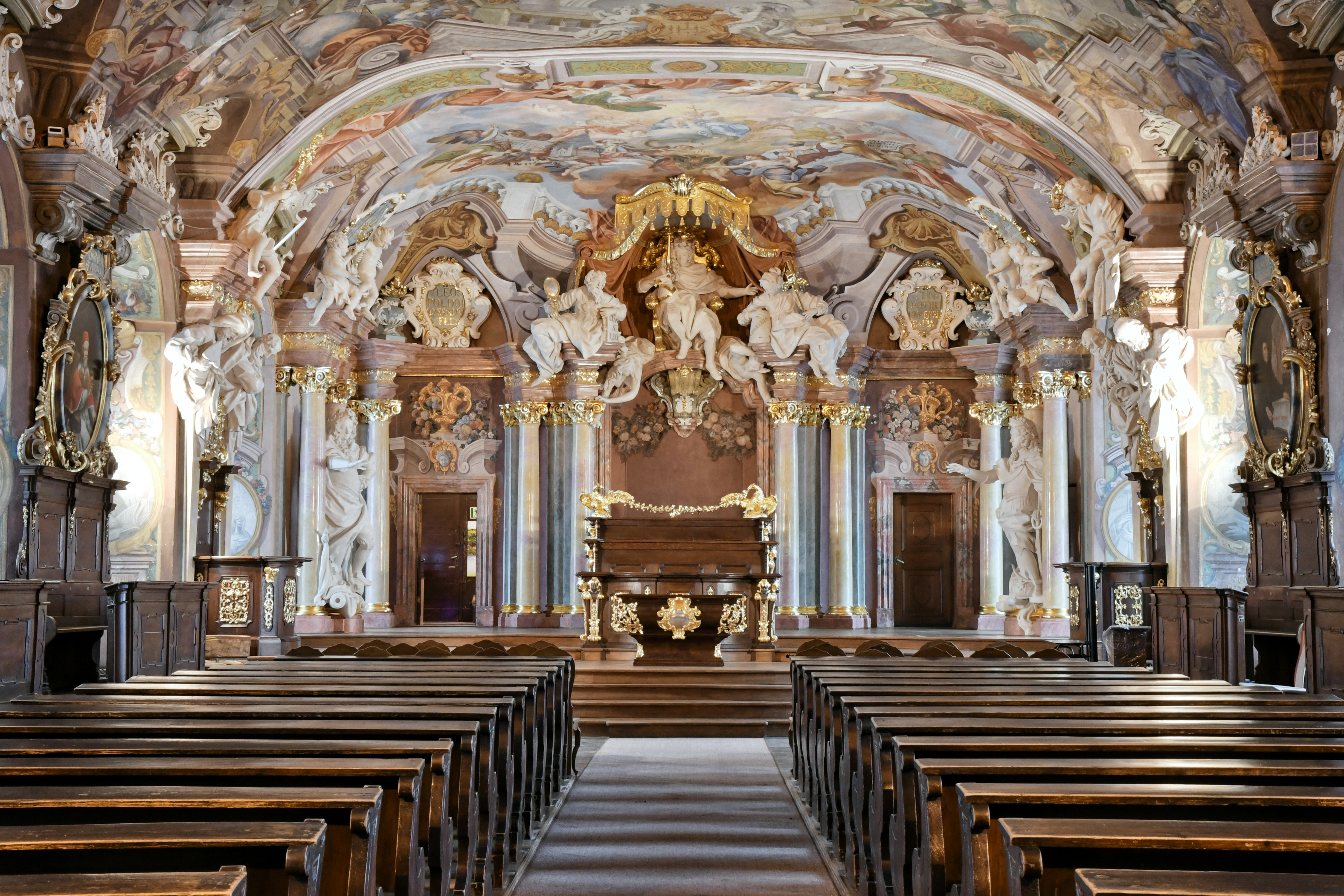
Aula Leopoldina, a la universitat
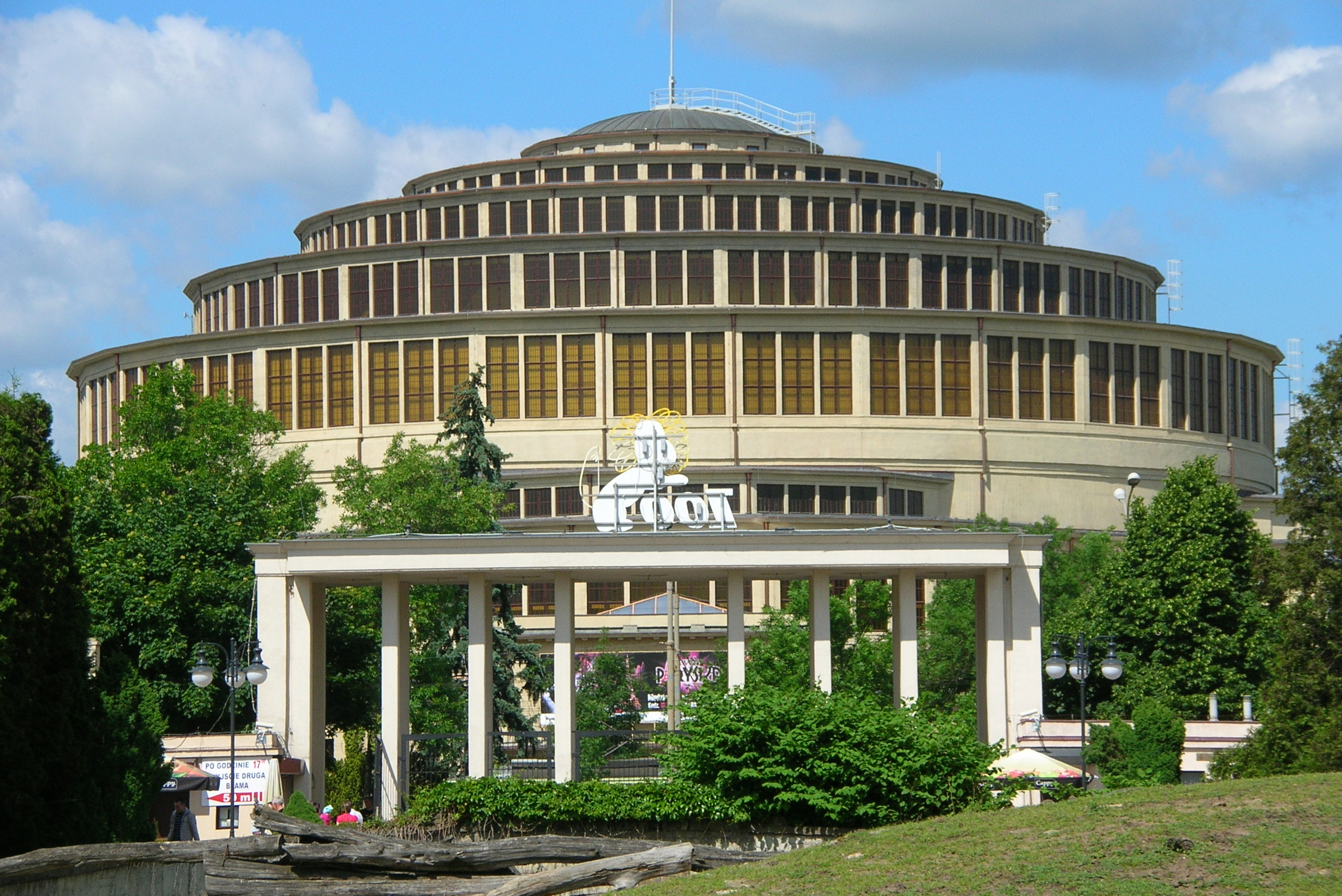
Pavelló del Centenari de Breslau
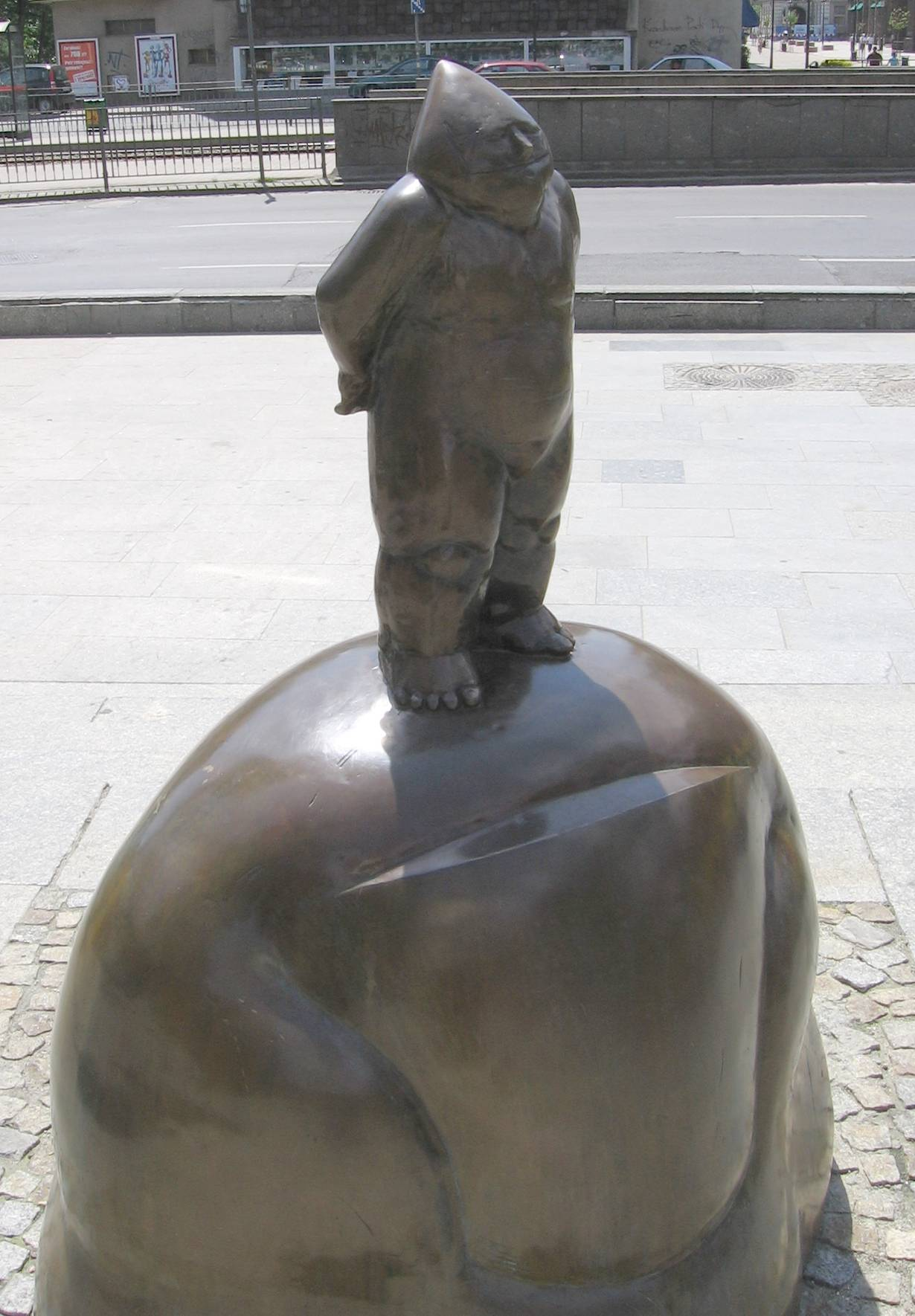
Estàtua d'un follet al nucli antic de Breslau
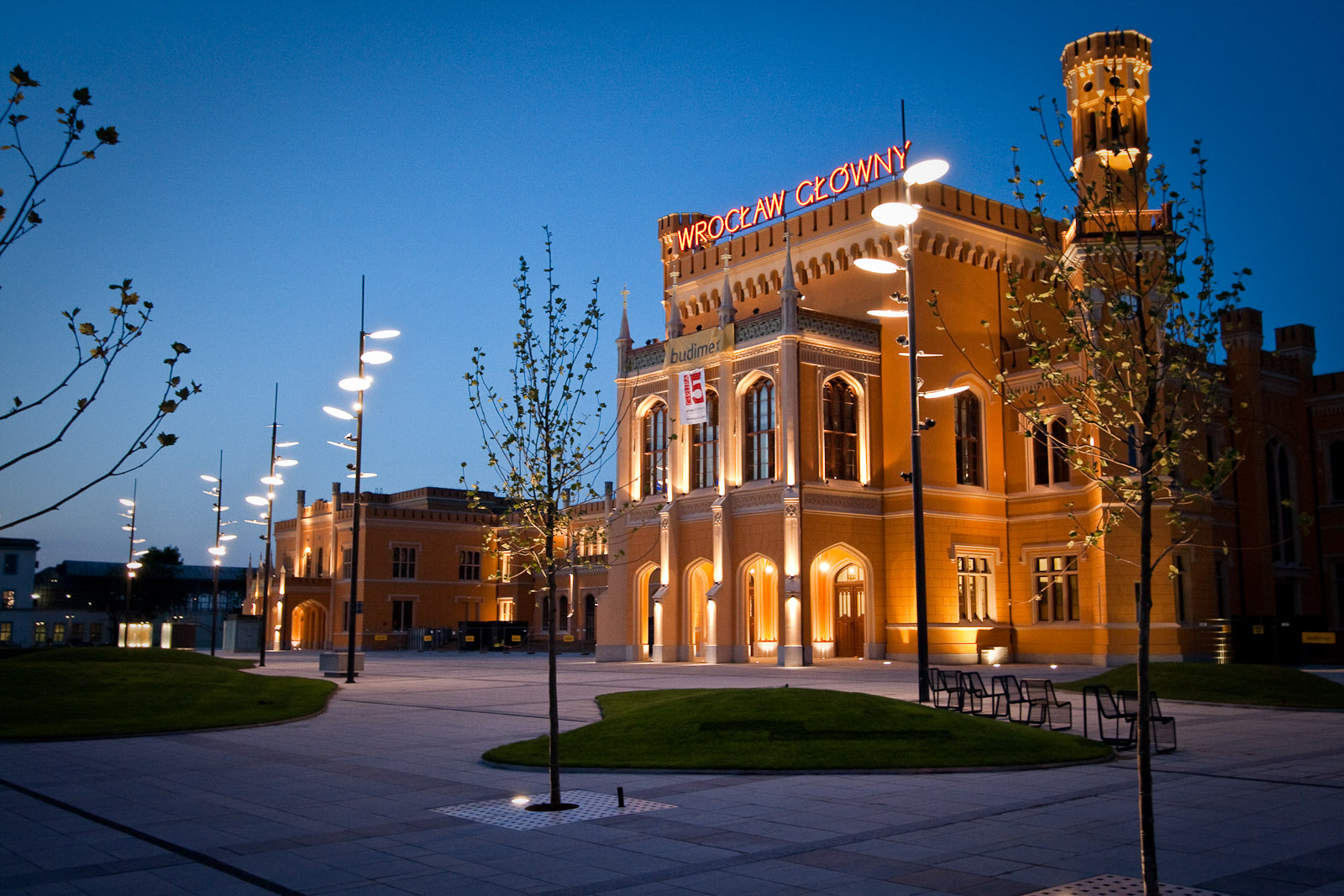
Estació de tren
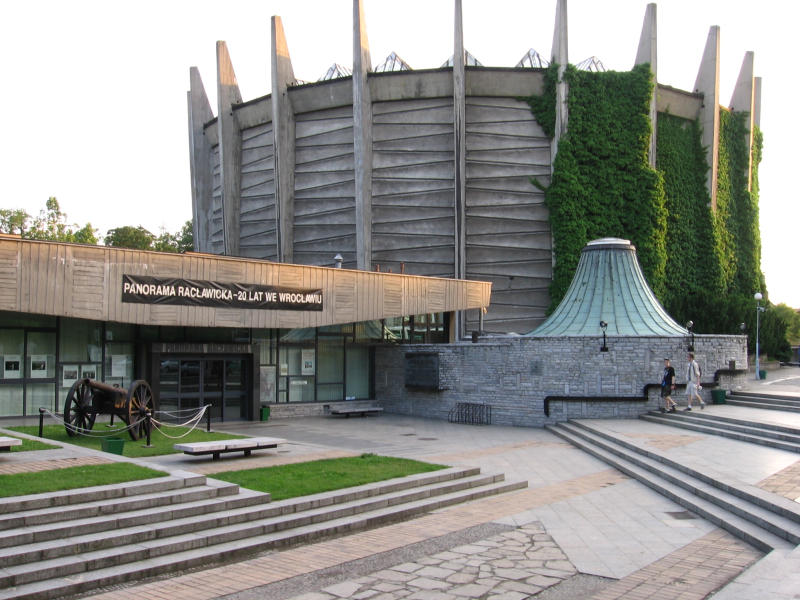
Panorama de Racławice
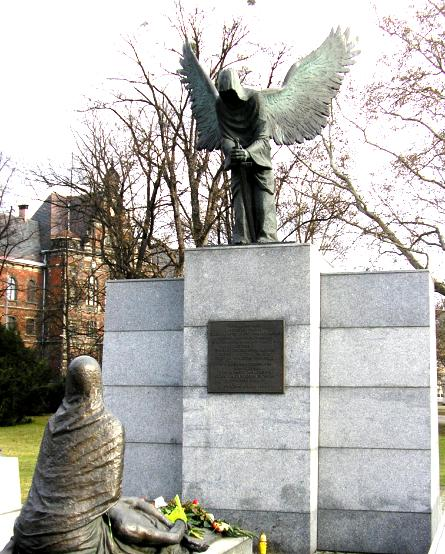
Memorial de la massacre de Katyn
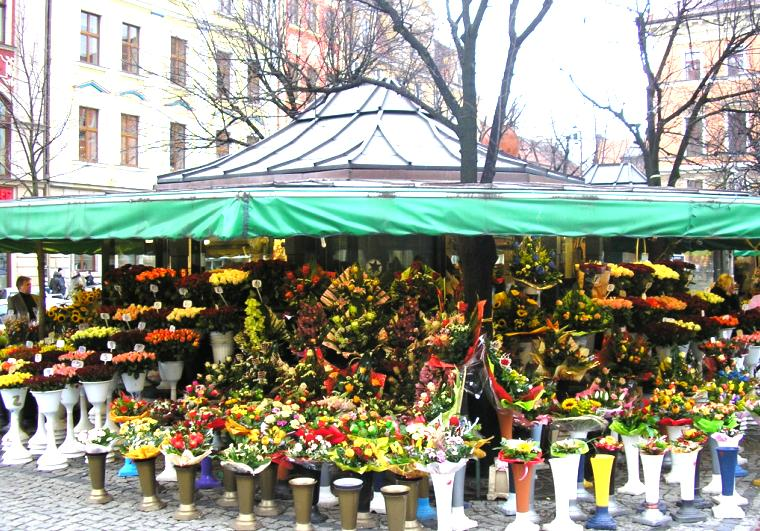
Botiga de flors a la plaça Solny de Breslau
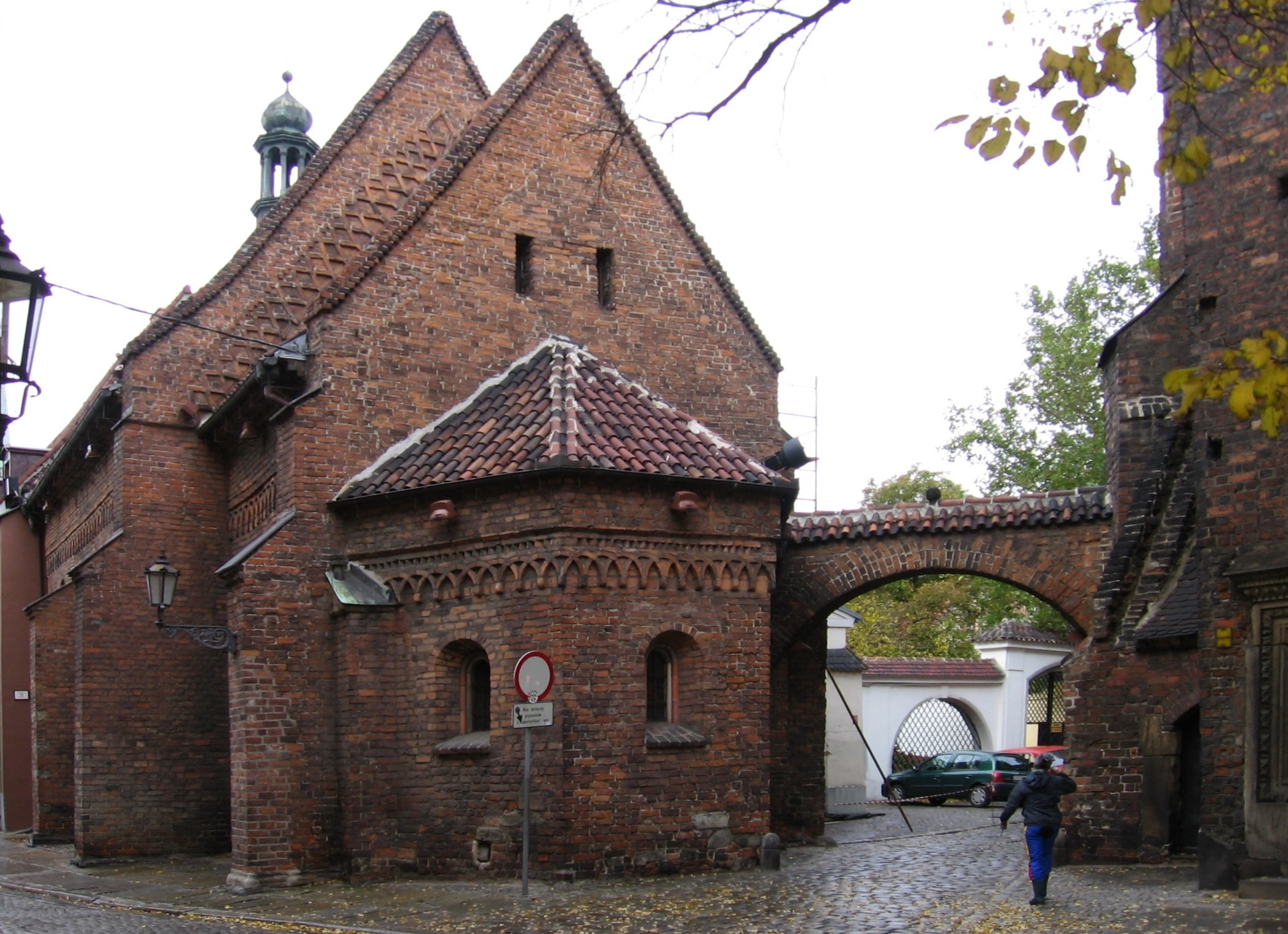
Església Kościół św. Idziego
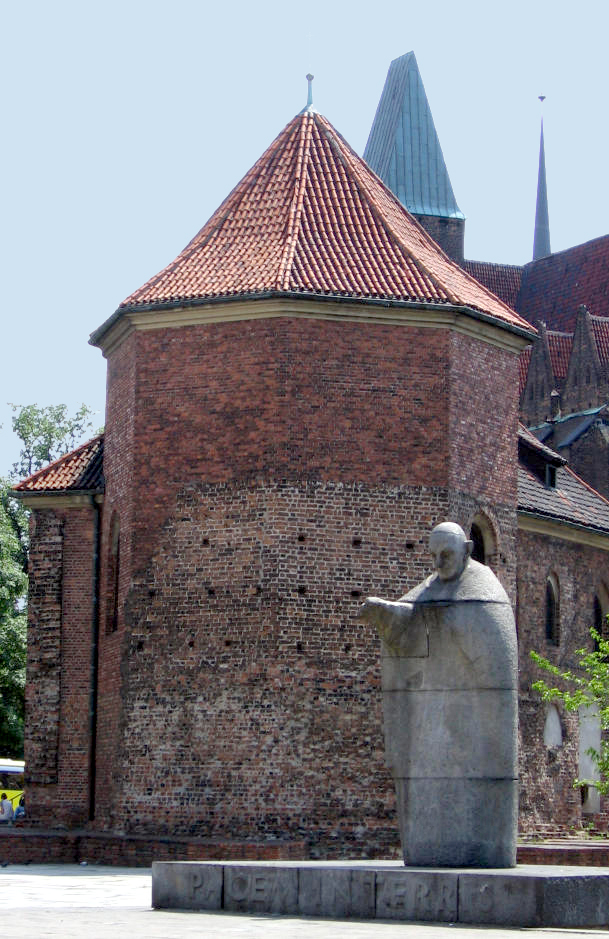
Monument del Papa Joan XXIII
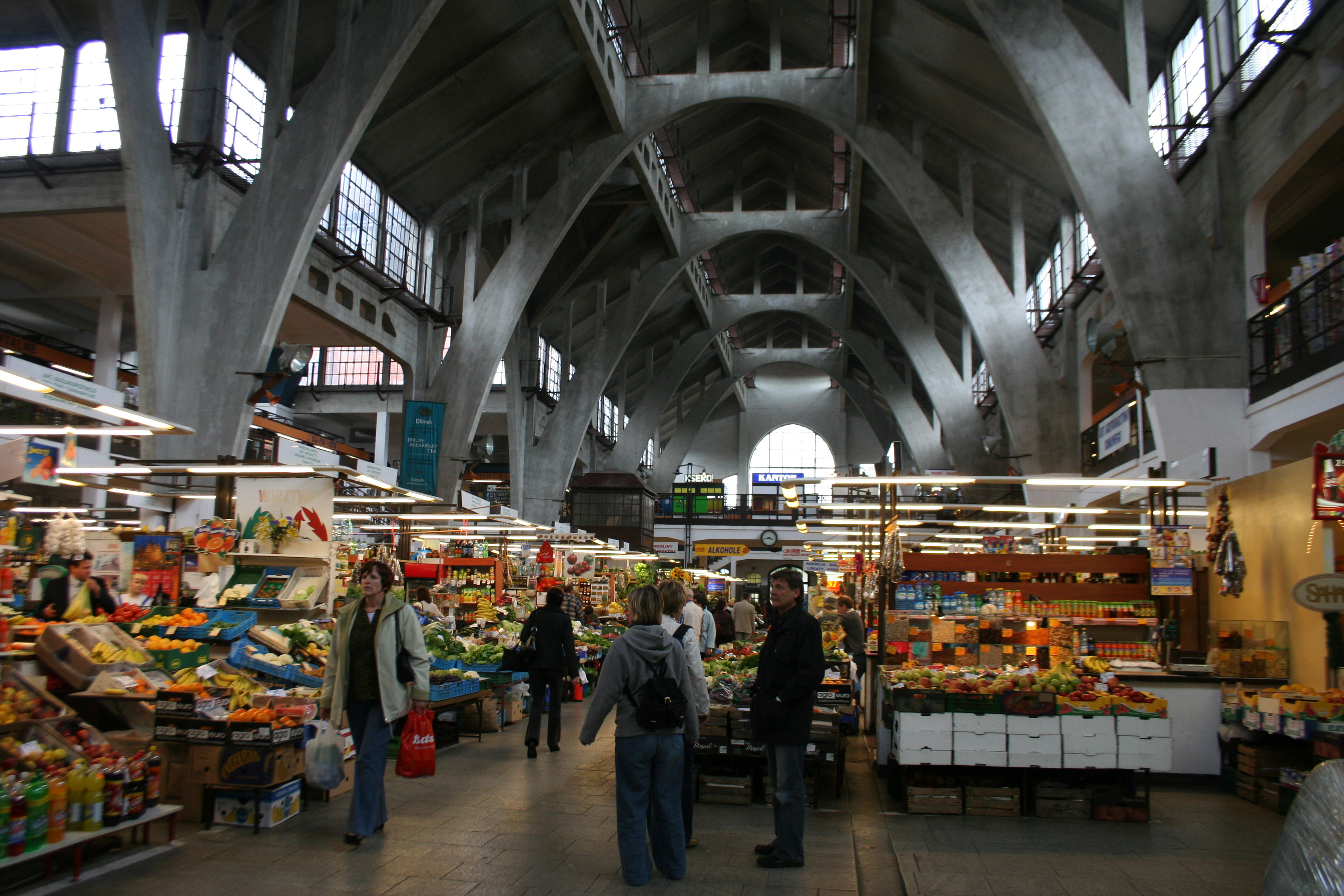
Mercat cobert de Breslau
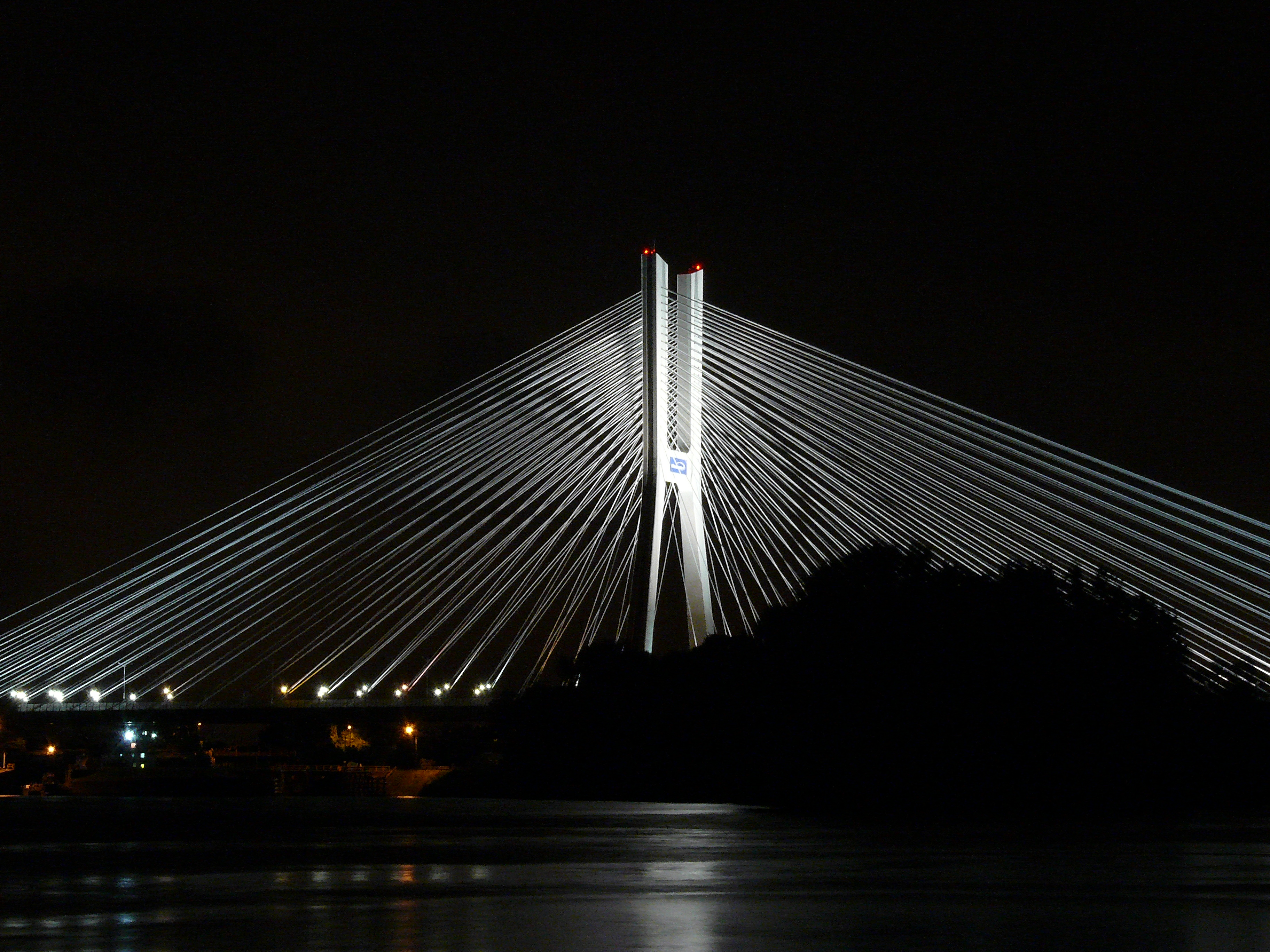
Pont Rędziński
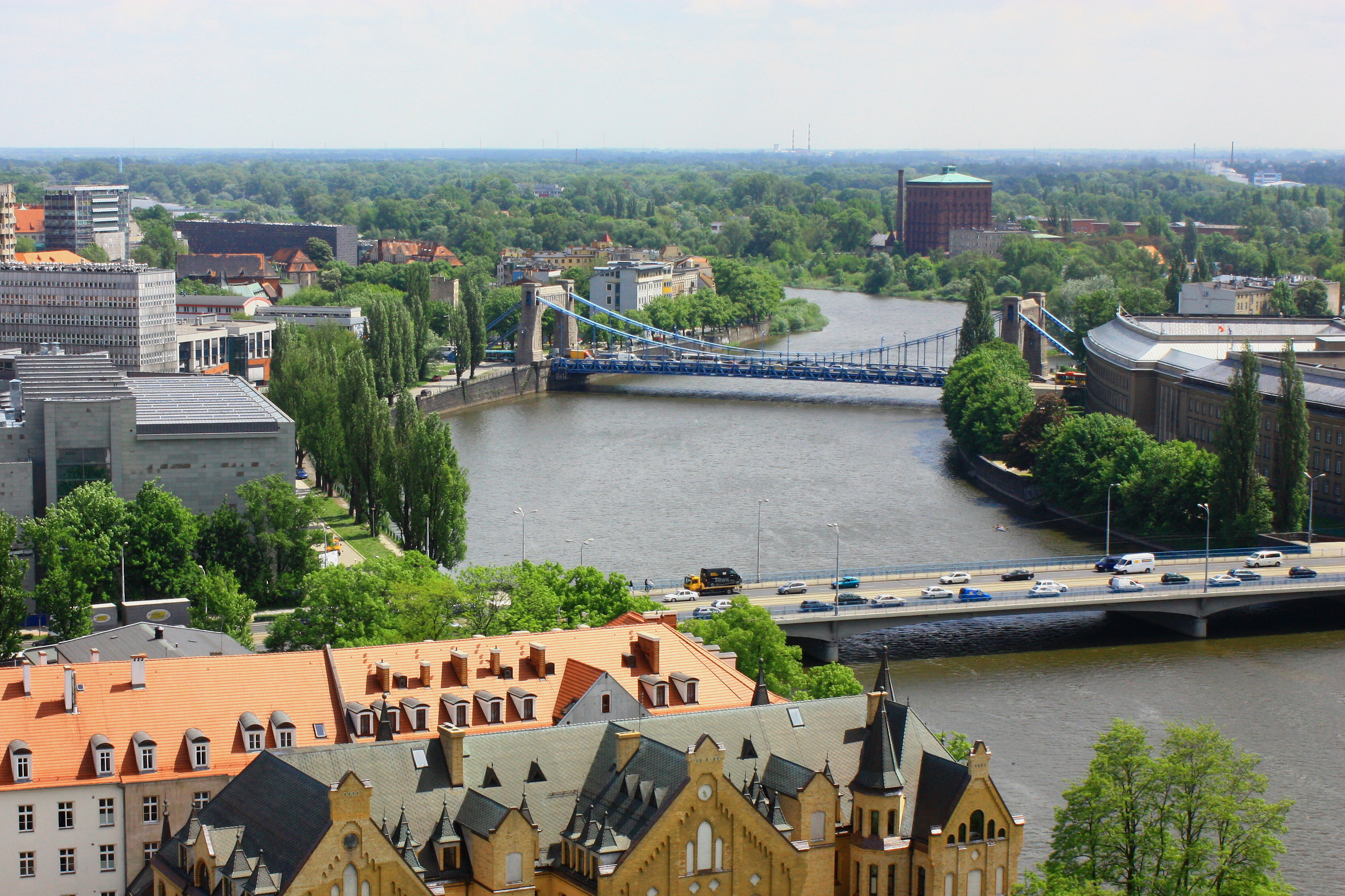
Oder
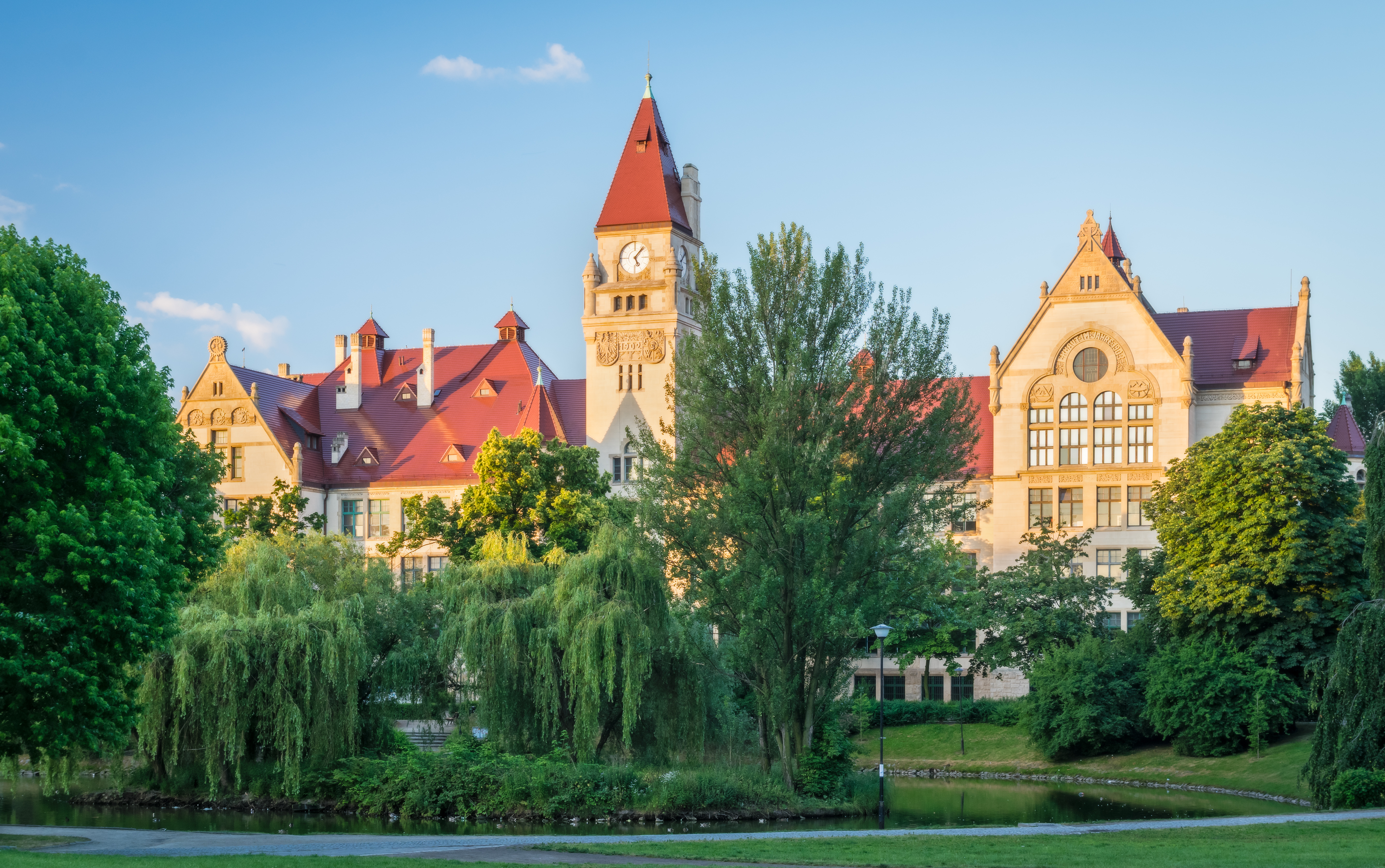
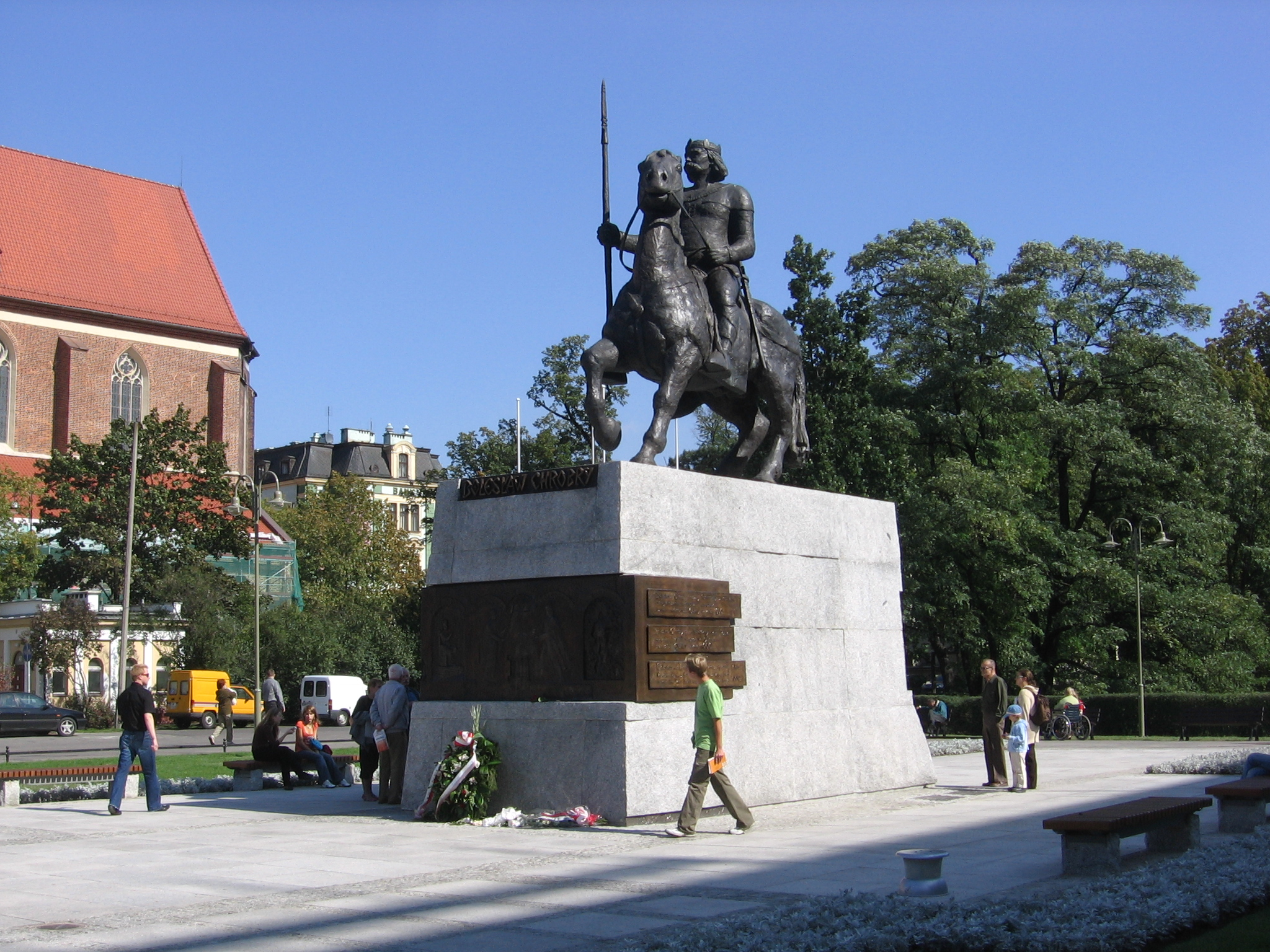
Boleslau I de Polònia
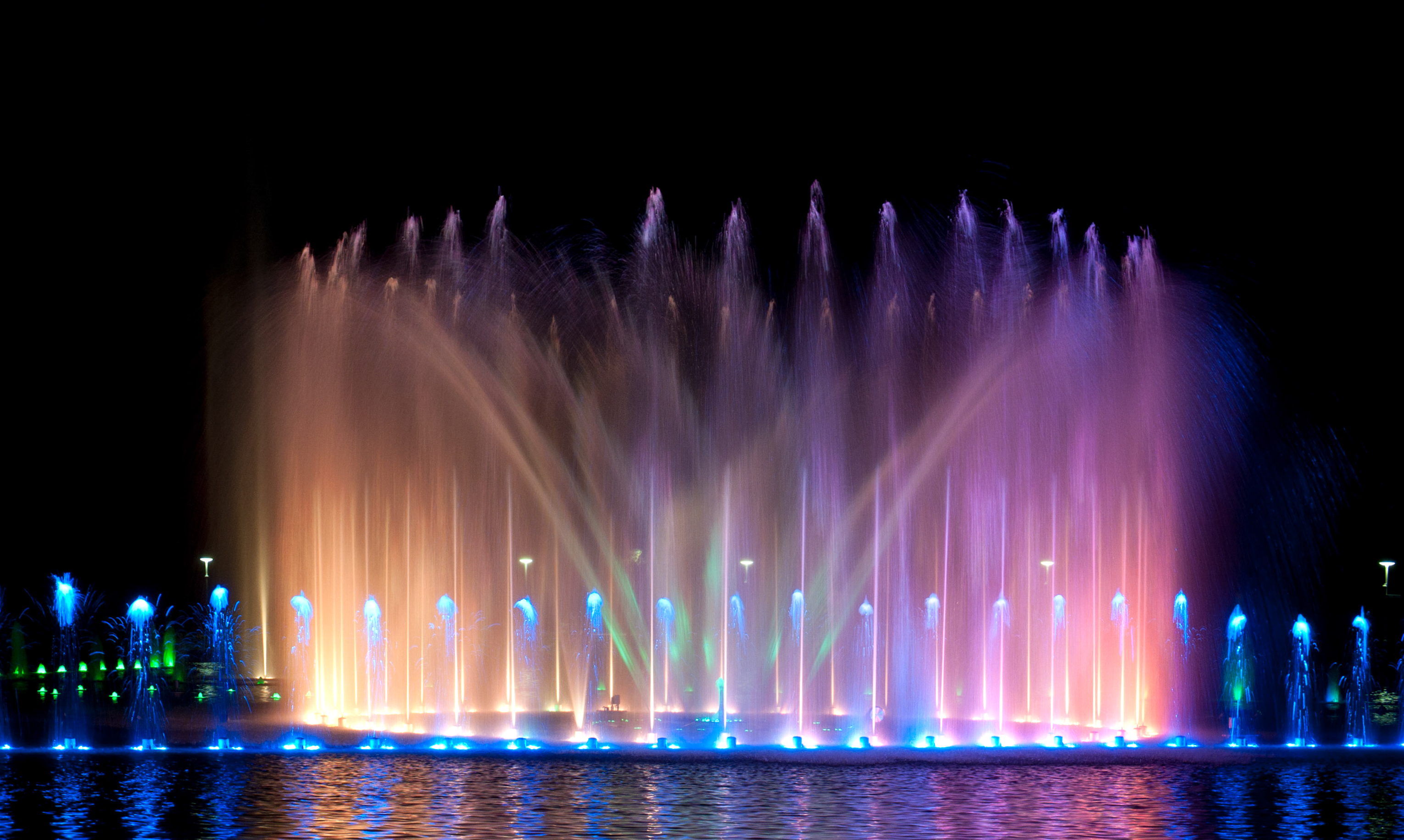
font
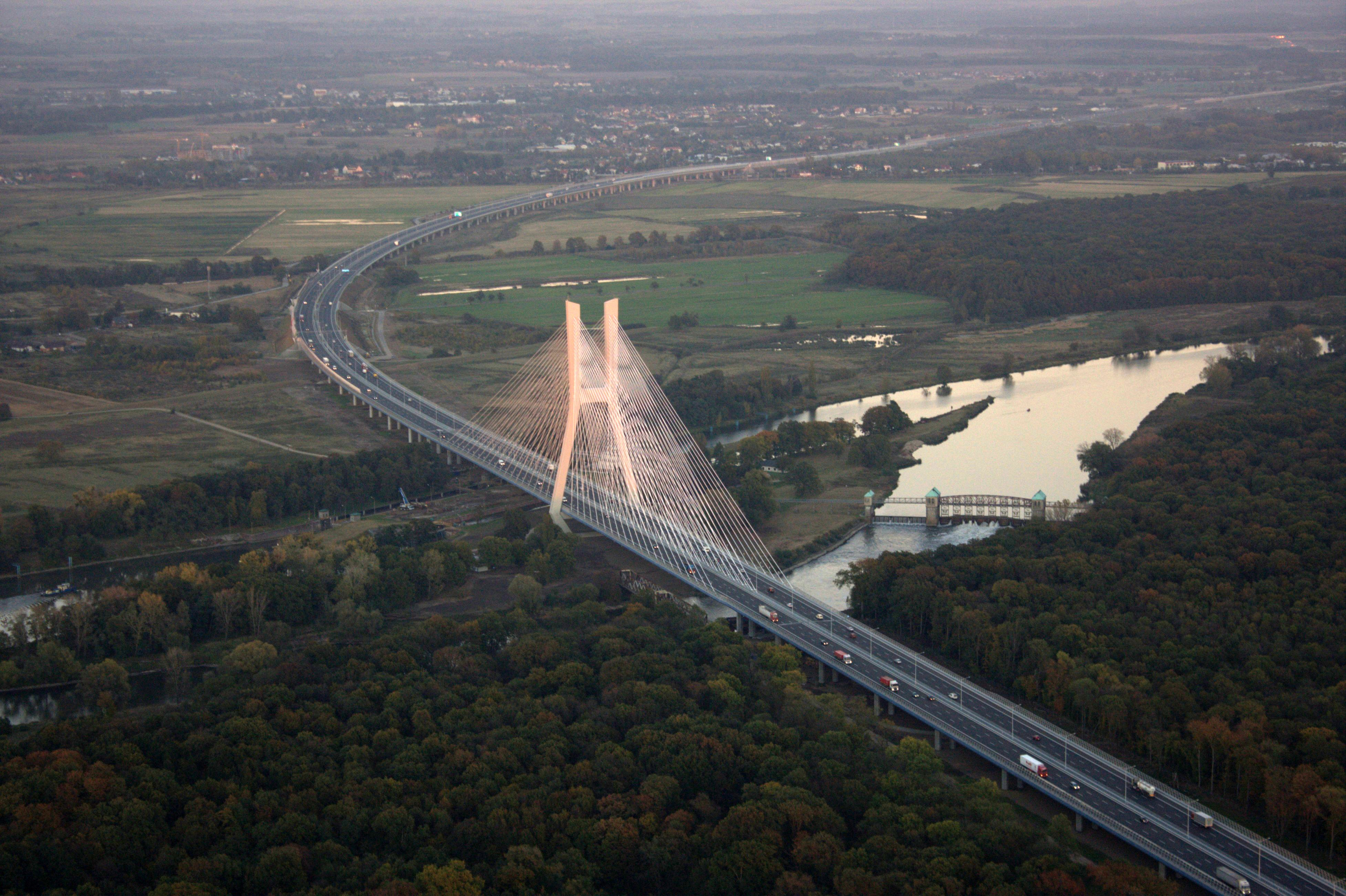
Pont Redzinsky. Vista aèria.

## Cultura i espectacles
Breslau compta amb un total de nou museus, deu teatres, una òpera, una opereta, una filarmònica i un teatre de titelles.
Cada any té lloc la següent sèrie de festivals:
- Febrer: Festival de Música Clàssica Polonesa. Se celebra des del 1962.
- Primavera:
  - Festival de jazz Jazz on the Odra (polonès: Jazz nad Odrą). Se celebra des de 1964.
  - Festival de Literatura Port Breslau.
  - Festival KAN de cinema alternatiu i independent. Se celebra des de 1999.
  - Biennale Internacional Media Art WRO.
- Estiu: Festival d'orgue i música de cambra.
- Juny/Juliol:
  - Festival de cinema Era Nowe Horyzonty.
  - Festival Wrocław Non Stop Festival, amb música alternativa, art i teatre.
  - Festival internacional de teatre a l'aire lliure Buskerbus.
  - W-Parade. Festival de música tecno.
- Agost: Festival de guitarra.
- Setembre: L'internacionalment reconegut Wratislavia Cantans. Se celebra des de 1966.
- Octubre: Festival Internacional de Teatre Dialog Festival.
- Novembre: Festival de Teatre Wrocławskie Spotkania Teatrów Jednego Aktora.
- Celebrat en dates variants: Festival Internacional de Cinema.

### Vida nocturna
Els 141.000 estudiants provinents de les diverses universitats privades i públiques de Breslau asseguren una vida nocturna molt dinàmica a la ciutat. La majoria de bars i clubs nocturns estan situats als voltants del Rynek, escampats pel nucli antic. Alguns populars clubs són per exemple el Daytona Music Club o l'Studio 54. A cinc minuts a peu del Rynek hi ha el conegut carrer Pasaż Niepolda, on es troben una dotzena de bars i pubs; com per exemple els bars d'estudiants Niebo, el Celtic Club i els clubs de música tecno Metropolis, Droga do Mekki i Bezsenność. Al carrer Świętego Mikolaja hi ha el Cafè Maniana, i al carrer Kazimierza Wielkiego el Chill-Out Bar. Pel que fa a locals més alternatius, hi ha el bar Łykend al carrer Podwale, l'Havana al carrer Holejowa i el Club PRL al Rynek.
El Rura és un club de jazz ubicat al carrer Łazienna –prop del Rynek– amb una oferta regular de concerts en directe. També és digne de menció el club WZ que, a més de ser una discoteca, és sovint utilitzat per acollir espectacles amb artistes de renom.

## Esport

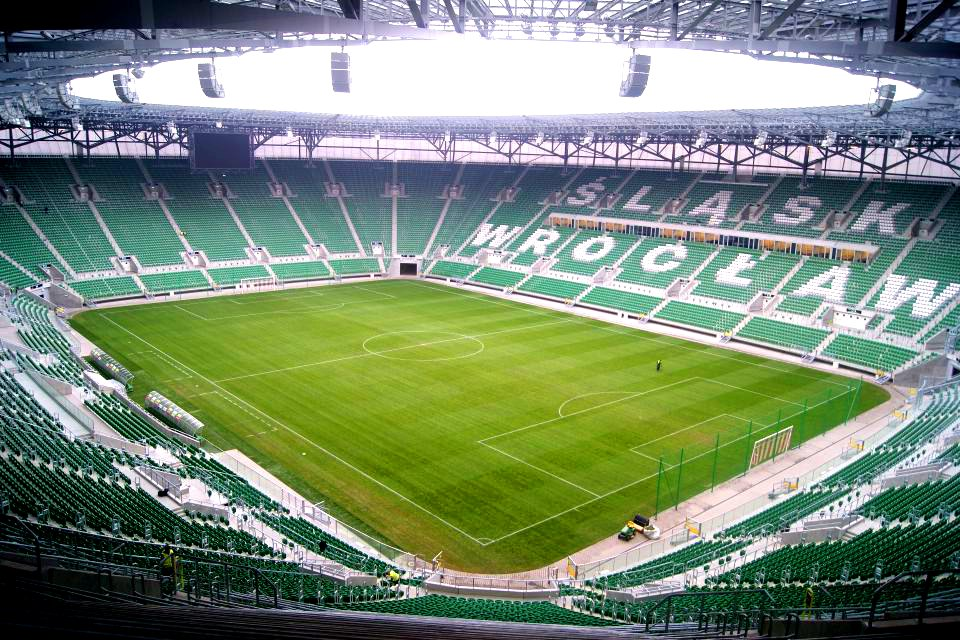
Estadi Municipal de Wrocław

Breslau té diversos clubs esportius el més popular dels quals és el club de futbol Śląsk Wrocław, que juga a la primera lliga polonesa de futbol. El seu estadi és l'Estadi Municipal de Breslau, amb una capacitat de 44.308 espectadors.
Pel que fa al basquetbol, el club Śląsk Wrocław compta també amb un equip propi que juga a la màxima categoria.
Pel que fa a speedway, Breslau compta amb el club WTS Sparta Wrocław.
Wrocław és una de les quatre ciutats poloneses que va tenir lloc el Campionat d'Europa de futbol 2012.
L'any 1942, durant l'Alemanya nazi, la ciutat va organitzar, del 20 al 25 de gener, els Campionats europeus de Boxa.

## Economia
A principis del segle XX es va construir a Breslau la Central Elèctrica de Silèsia.
Des de principis dels anys 1990 Breslau s'ha afirmat com un centre econòmic important de la regió compresa entre Polònia, Alemanya i la República Txeca. La ciutat ha esdevingut alhora un focus d'interès tant per la inversió nacional com també per l'estrangera; un destacat exemple n'és la fira Futurallia, dedicada al desenvolupament econòmic internacional.

### Empreses amb seu a Breslau
En els darrers anys un quantiós capital estranger ha invertit a Breslau tot establint-hi diverses empreses. Per exemple, a prop de l'autopista Autostrada A4 (la més llarga de Polònia), s'hi han establert Cadbury Sshweppes, IKEA, Auchan, Carrefour, Tesco, Makro Cash & Carry, Castorama i Cargill. Per altra banda, al nord-est de la ciutat s'hi troba la seu de l'empresa Bosch, que té empleats aproximadament 1.000 treballadors. A la localitat veïna de Jelcz-Laskowice s'hi ha establert Toyota. Siemens i SAP tenen ambdós una central a Breslau. El 2006 GE Money Bank va obrir a Breslau un centre d'atenció al client per Alemanya, Àustria i Suïssa, la secció de cada país té empleats a més de 100 agents telefònics. L'empresa coreana d'electrònica LG Electronics va invertir fins al 2007 uns aproximadament 400 milions d'euros per tal de construir una planta de producció de televisors i neveres que manté empleats uns 12.500 treballadors.
Alguns altres inversors estrangers són Volvo, 3M, Whirlpool o Bombardier.
Breslau s'encamina cada cop més a esdevenir un centre d'acollida d'altes tecnologies. Nombroses empreses d'IT, biotecnologia o farmacèutiques ja s'han instal·lat al parc tecnològic de la ciutat.

## Infraestructures

### Carreteres
Mitjançant l'autopista A4 Breslau connecta a l'est amb el polígon industrial de Silèsia, Cracòvia i Ucraïna; i a l'oest amb la ciutat alemanya de Dresden. Aquest darrer segment, en direcció a Dresden i passant per la ciutat de Jędrzychowice, va ser finalitzat l'estiu de 2009. Mitjançant l'autopista A18 Breslau està connectada amb Berlín. Pròximament, s'acabarà la construcció de l'autopista A8, la qual enllaçarà Breslau amb Praga i Varsòvia.
La carretera més important de Breslau és l'anomenada Trasa Wschód-Zachód o Trasa W-Z (carrer est-oest), que travessa la ciutat i condueix cap al centre, al Rynek.

### Ferrocarril
L'estació central de Breslau connecta directament la ciutat amb Varsòvia (passant per Poznań i Łódź), Szczecin, Berlín, Dresden, Kíev i Praga.

### Transport aeri
Breslau compta amb l'Aeroport Copèrnic (en polonès, Port lotniczy Wrocław-Strachowice im. Mikołaja Kopernika) al qual s'hi poden trobar companyies aèries de baix cost com Ryanair i Wizzair. Des de març de 2008 hi opera també la companyia alemanya Lufthansa.
L'aeroport està situat a 10 km a l'oest de la ciutat –al suburbi de Strachowice– i s'hi arriba amb l'autobús 406 que té una freqüència d'entre 20 i 40 minuts segons l'horari.

### Transport públic
Breslau compta amb una xarxa de transport d'autobusos i de tramvies.
El primer tramvia de la ciutat, portat per cavalls, data de 1877. L'electrificació va arribar el 1893. Des del 1945 és la companyia MPK (Miejskie Przedsiębiorstwo Komunikacyjne) la responsable de gestionar el transport públic de la ciutat. En total hi ha 24 línies de tramvia –totes diürnes– i 72 línies d'autobús, de les quals 51 són diürnes i 13 nocturnes, la resta de línies són intermitents i no funcionen sempre.
En general els tramvies de Breslau són vagons polonesos de tipus 102na i 105na. Això no obstant, també hi ha una versió moderna del model 105na, que porta els noms 105NWr, 204WrAs i 205WrAs, respectivament. Aquest models han estat construïts a la fàbrica de tramvies de Breslau Protram. El model més nou de tramvia és l'Škoda 16T.
Els autobusos són de les marques Ikarus, Jelcz, Volvo i Mercedes-Benz.

## Ensenyament i educació
A Breslau hi ha un total d'onze universitats o escoles superiors:
- La Universitat de Breslau (Uniwersytet Wrocławski / Universitas Vratislaviensis) és amb els seus 43.000 estudiants la universitat més gran de la ciutat. Originalment prové de l'anterior universitat Schlesischen Friedrich-Wilhelms-Universität. Va ser fundada el 1702 pels jesuïtes i renovada i expansionada el 1811 pel rei Frederic Guillem III de Prússia, el qual la va unificar amb la Universitat Viadrina de la ciutat Frankfurt am Oder. L'edifici de la universitat està emplaçat a l'antic Castell Reial de Breslau, construït per l'emperador Leopold I del Sacre Imperi Romanogermànic, i es tracta d'un dels edificis més rellevants del barroc austríac. La seva Aula Leopoldina, que va ser construïda entre 1728 i 1732, està ubicada a l'edifici principal de la universitat (del segle xvii) i és la sala d'estil barroc més gran de Polònia i una de les més grans també d'Europa. Els orígens del Palau Reial d'estil Rococó i classicista daten dels segles xviii i xix i només s'ha conservat parcialment. El rei Frederic Guillem III de Prússia va pronunciar en aquesta sala el seu popular discurs An Mein Volk (al meu poble) el 17 de març de 1813 i va fundar la Creu de Ferro.
- L'Escola Politècnica de Breslau (Politechnika Wrocławska), que compta amb 35.000 estudiants. La universitat compta amb un programa de cooperació amb l'Escola Superior Tècnica de Liberec (República Txeca) i l'Escola Superior de Görlitz (Alemanya). Les tres universitats juntes formen la Universitat Neisse.
- L'Escola Superior d'Economia Oskar Lange (Akademia Ekonomiczna im. O. Langego), que compta amb 18.000 estudiants. En cooperació amb la Universitat de Liberec, la Universitat de Gliwice, la Universitat Tècnica de Freiberg i l'Escola Superior de Görlitz, dirigeix des de 1993 l'Institut Superior Internacional de Zittau/Görlitz.
- L'Escola Militar Tadeusz Kościuszko (OHSdH)
- La universitat de les Ciències, anteriorment Escola Superior Agrària (en polonès, Uniwersytet Przerodniczy, anteriorment Akademia Rolnicza we Wrocławiu). La universitat compta amb un total de 13.000 estudiants.
- L'Escola Superior de Medicina (Akademia Medyczna im. Piastów Śląskich).
- L'Escola Superior de Música K. Lipinski.
- L'Escola Superior d'Arts.
- L'Escola Superior d'Esport.
- La Facultat de Teologia.
- L'Escola Superior Evangèlica de Teologia. (Ewangelikalna Wyższa Szkoła Teologiczna)

## Persones il·lustres
- Günther Anders, filòsof
- Ernst Gottlieb Baron (1696-1760), llaütista i compositor musical
- Friedrich Bergius (1884-1949), químic, Premi Nobel de Química de l'any 1931
- Max Born (1882-1970) matemàtic i físic, Premi Nobel de física de 1954
- Barbara Brix (1941-…), historiadora
- Stefan Cohn-Vossen (1902-1936), matemàtic
- Marya Freund (1876-1966), soprano
- Fritz Haber (1868-1934) químic, Premi Nobel de Química de l'any 1918
- Isidor Georg Henschel (1850-1934) baríton i compositor
- Philipp Jacob Sachs von Löwenheim (1627-1672), metg
- Maria Malicka-Błaszkiewicz (?-2021), bioquímica
- Johann Balthasar Reimann, compositor i organista
- Manfred Albrecht von Richthofen (1892-1918), militar i heroi de l'aviació imperial
- Werner Rogosinski (1894-1964), matemàtice
- Hermán Scholtz, pianista i compositor
- Marie Schröder-Hanfstängl, soprano
- Johann Julius Seidel (1810-1856) compositor i organista
- Reinhard Selten (1930), economista, Premi Nobel d'Economia de l'any 1994
- Daniel Speer, compositor
- Charles Proteus Steinmetz, físic i matemàtic
- Rudolf Sturm (1841-1919), matemàtic
- Alexander Uber (1783-1824) compositor i violinista
- Christian Benjamin Uber (1746-1812) compositor, jurista i magistrat
- Friedrich Christian Hermann Uber (1781-1822) compositor i mestre de capella
- Bogumil Zepler (1858-1918), compositor